# Prieuré du Louroux
Vous lisez un « article de qualité » labellisé en 2019.
Pour les articles homonymes, voir Louroux (homonymie).
Ne doit pas être confondu avec Abbaye de Louroux.
Le prieuré du Louroux, également connu sous le nom de château du Louroux, est situé sur la commune du Louroux dans le département français d'Indre-et-Loire en région Centre-Val de Loire. Il est fondé au cours du XIe siècle par l'abbaye de Marmoutier. Ce monastère bénédictin fait alors partie des neuf prieurés possédés par l'abbatiat tourangeau et implantés dans le diocèse de Tours.
Les bâtiments, construits entre le XIIe et le XXe siècle, sont entourés d'un enclos et d'une enceinte fortifiée d'époque féodale disposant d'un pont-levis et d'un pont dormant. D'époques romane, gothique, Renaissance et enfin classique, l'ensemble comprend plusieurs bâtiments, notamment le logis du prieur, deux granges, une fuye, ainsi qu'une église placée sous le vocable de Saint Sulpice. Le prieuré comportait également un bâtiment de style roman, probablement une « Grande Salle », construit au Moyen Âge et dont il ne subsiste plus que des vestiges.
Vers le milieu du XVIe siècle, avec le début du régime commendataire au sein de l'abbaye de Marmoutier, le prieuré est transformé en établissement agricole, puis passe sous l'administration de l'archevêché de Tours au milieu du XVIIIe siècle. Loué à des exploitants agricoles, l'ancien prieuré et son domaine sont ensuite vendus comme biens nationaux en 1791.
L'église bénéficie d'une inscription en 1973. La fuye, mais également les façades et les toitures des bâtiments agricoles d'époque féodale font l'objet, quant à eux, d'une inscription sur l'inventaire général en 1975.
Le prieuré du Louroux, qui a fait l'objet de multiples campagnes de travaux initiés par des abbés de Marmoutier, a été restauré dans les années 2000.

## Contexte géographique et historique
| - OpenStreetMap Emplacement du prieuré (indiqué ici au centre de la carte par un point orangé). |

Le prieuré du Louroux, également appelé « château du Louroux »,,, est localisé à l'est du centre-bourg du Louroux, une commune située dans l'arrondissement de Loches, département d'Indre-et-Loire, en région Centre-Val de Loire,. Au nord-est du Louroux se trouve l'ancienne commune de Saint-Bauld, paroisse dont la fondation date de la même époque que celle du prieuré,. Le fief d'Armançay, ou Armençey, situé à cheval sur les communes de Tauxigny-Saint-Bauld et du Louroux, au sein duquel Hardouin V de Maillé possédait un manoir vers la fin du XIIIe siècle, a été ultérieurement élevé en châtellenie. La commune de Manthelan, orientée selon l'axe sud-sud-est, était probablement le centre d'un vicus, une petite agglomération datant du Ve siècle apr. J.-C..

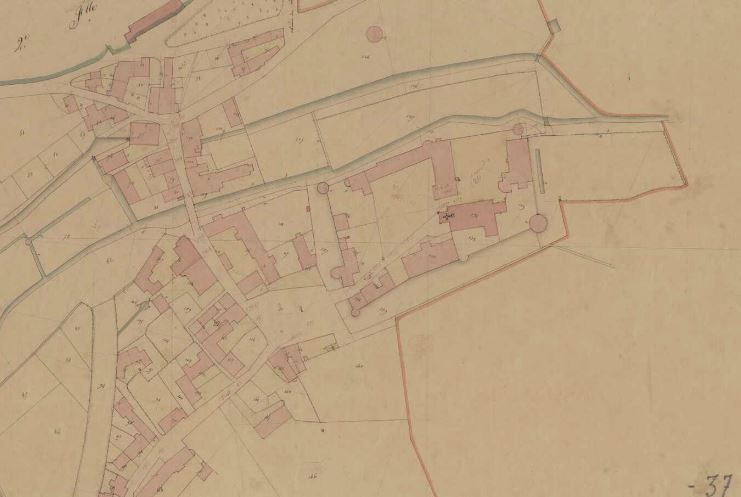
Les bâtiments du prieuré sur le plan cadastral napoléonien du Louroux de 1832.

Le complexe fortifié est encadré par la route de Louroux, au nord et par la route départementale 50, à l'ouest. La rue du Château, dont le début est disposé au sud-ouest, permet d'accéder à l'enceinte du prieuré,. L'enceinte du prieuré est délimitée dans sa partie nord par un bras de l'Échandon, une rivière tributaire de l'Indre et qui alimente les étangs du Louroux, situés au sud-ouest du centre communal,,. Ce cours d'eau, qui forme une partie des douves de l'ensemble fortifié, le sépare du centre-bourg, à l'ouest. Le bras de l'Échandon joue un rôle de frontière, un type de délimitation spécifique de la région lochoise au cours du Moyen Âge.

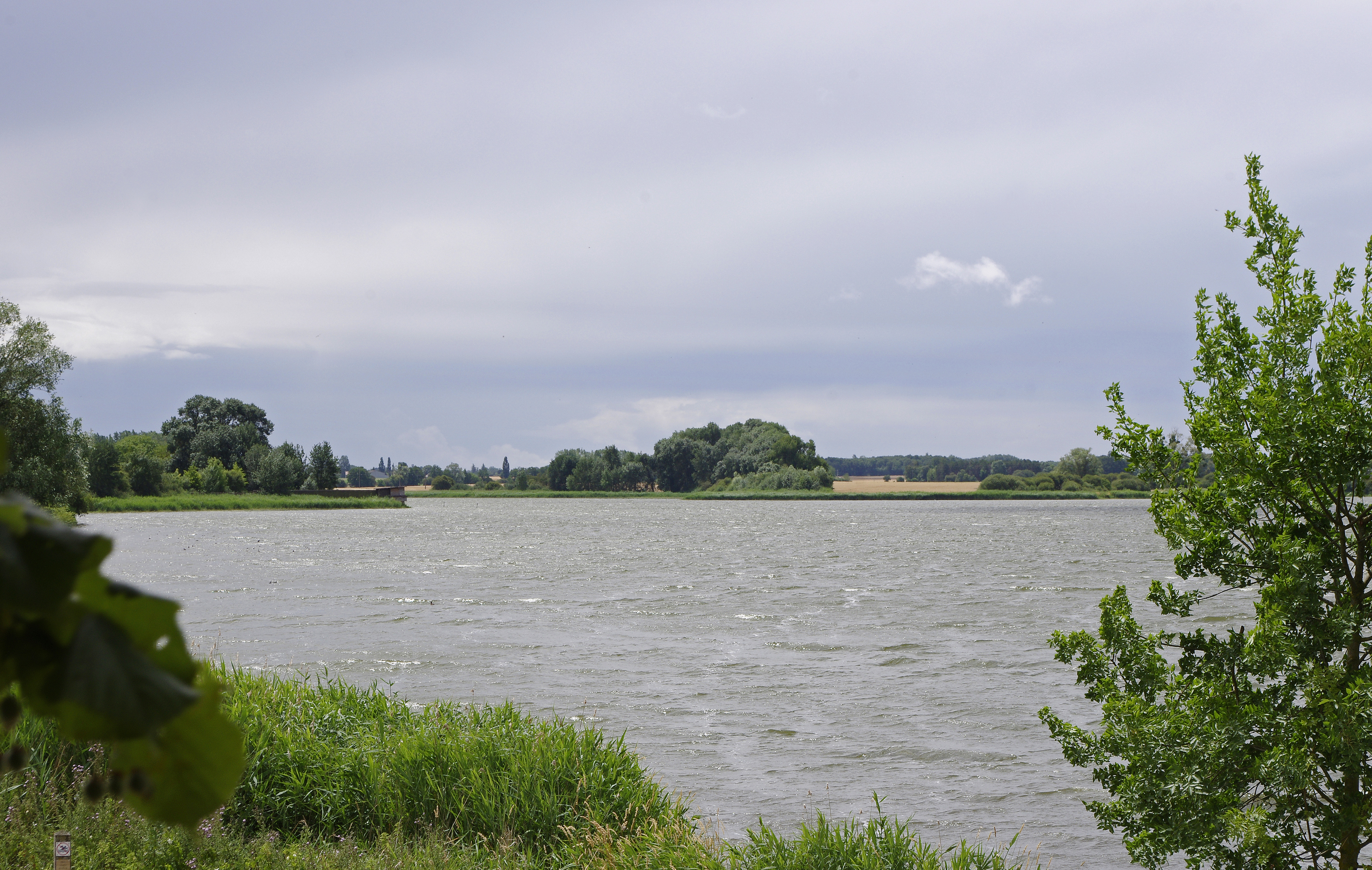
Les étangs du Louroux.

Les étangs du Louroux, formés de deux étendues d'eau, l'étang des Roseaux, qui recouvre une surface de 52 hectares, et l'étang de Beaulieu, qui s'étend sur 4 hectares, ont été respectivement créés aux Xe et XIe siècles et exploités par les moines du prieuré. Non loin des étangs, au lieu-dit de « Mazère », se déploie une villa d'époque gallo-romaine mise en évidence en 1976,. L'établissement antique, qui mesure 100 × 100 m et dont il ne reste plus que des traces, a été repéré par prospection aérienne,.
Le complexe fortifié, qui s'inscrit au cœur d'une petite vallée, est délimité au sud par un plateau, lequel s'élève à faible altitude,. Le prieuré du Louroux, comme l'ensemble du territoire communal, repose sur un sous-sol en grande partie constitué de calcaires jaunes formés au Turonien, ainsi que d'argiles siliceuses et de calcaires à caractère lacustre formés au Sénonien,,.
Enfin, après sa fondation, le monastère du Louroux fait partie des neuf prieurés possédés par l'abbatiat de Marmoutier et implantés dans le diocèse de Tours.

## Histoire

### Moyen Âge

#### Fondation
En 993, l'archevêque de Tours d'Archembault de Sully fait acte de don de l'église Saint-Sulpice (ou plus précisément d'un oratoire) aux moines de l'abbaye de Marmoutier — le toponyme Louroux vient du terme latin oratorium et signifie littéralement oratoire, « lieu de prière »,,. Cet acte est le plus ancien document manuscrit se rapportant au Louroux. L'église lorousienne fait ensuite l'objet d'une cession en bénéfice en contrepartie d'un revenu annuel (ou cens) de dix sous. Cette rétribution annuelle prend fin sous le ministère de Raoul II, vers la fin du XIe et début du XIIe siècle.

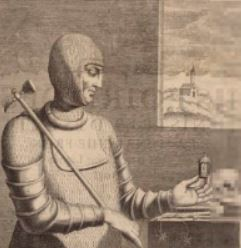
Geoffroy Martel.

La création du prieuré est très probablement contemporaine de la fondation de la paroisse du Louroux, ainsi que de celle de Saint-Bault. En revanche, à l'instar des dix-huit autres prieurés érigés en Touraine par l'abbatiat de Marmoutier,, il n'y a aucune trace de l'acte de fondation de celui du Louroux. Pour Jacques-Xavier Carré de Busserolle, le prieuré du Louroux aurait été fondé en 1058 par Geoffroy d'Anjou,,,. Lors de sa fondation, l'établissement lourousien constitue alors le siège d'une châtellenie détenue par l'abbaye de Marmoutier et dont le dirigeant possède « les titres et les prérogatives de seigneur du Louroux avec droit de haute, moyenne et basse justice ». Toutefois, comme le soulignent Edward Impey et Élisabeth Lorans, aucun document ne permet d'attester la fondation du Louroux par le comte d'Anjou. Pour autant, des chartes de donation, émises aux XIe et XIIe siècles, permettent de retracer l'augmentation des droits seigneuriaux et religieux du Louroux. Ces documents indiquent qu'au cours de cette période, Geoffroy II d'Anjou, mais également les seigneurs qui lui sont proches, ont contribué au développement du prieuré.

#### Premières constructions et développement du prieuré
La toute première mention se rapportant au prieuré figure dans une charte de donation de 1052 émise par Goscelin de Sainte-Maure. Le seigneur de Sainte-Maure consent à céder aux moines du Louroux le droit de panage, à l'exception des personnes qui lui doivent depuis longtemps le privilège d'exercer cette pratique. Cette donation a été exécutée avant le 15 août 1052, date à laquelle Goscelin de Sainte-Maure trouve la mort.
Durant le XIe siècle, Montbazon apparaît dans les actes relatifs au prieuré. Les moines du Louroux, qui appartiennent à l'ordre des bénédictins, détiennent de Thibault de Braord, chevalier de Montbazon, depuis la fondation de l'établissement monastique, des terres au Lavatorii (fief du Lavoir, commune de Veigné) contre un cens annuel de 200 deniers,,. À la mort de Braord, Audierne, sa femme, réclame, en surplus du cens, un setier de blé ou de froment et 4 setiers de vin. Les moines refusent, le différend est porté devant la cour de Montbazon et la veuve de Braord se trouve déboutée de sa réclamation,.
Les Ulger, une autre famille seigneuriale que celle des Sainte-Maure, est également liée à l'histoire du prieuré. Le prieuré est en relation avec cette famille dès la première moitié du XIe siècle. Une charte ne portant pas de date précise, met en évidence qu'Archembault et Ulger, deux des fils d'Ulger, doyen de Saint-Martin, renoncent à « tous les usages et redevances quelconques que leur père Ulger possédait sur les terres desdits religieux appelés Louroux »,. Cet acte est associé à une reconnaissance de la part de Marmoutier des possessions de Geoffroy de Montbazon sur la viguerie du Louroux, détentions qui sont ultérieurement annulées devant la cour de Montbazon contre un paiement de 15 livres,. Un second document, daté de 1064, fait mention du doyen Ulger et de son fils cédant aux coutumes et perceptions sur le domaine du Louroux. En février 1067, Geoffroy, le fils cadet du doyen Ulger, en contrepartie de 100 sous accordés par Barthélémy, abbé de Marmoutier, cède ses droits d'usage et de coutume sur le prieuré du Louroux,.
Sous l'abbatiat de Barthélémy, entre 1064 et 1084, un personnage dénommé Ainard de Sainte-Maure fait don de dix serfs originaires de la paroisse lourousienne,. Vers la fin du XIIe siècle, entre l'an 1080 et l'an 1100, son fils, Hugues de Sainte-Maure, cherche à obtenir la moitié de la dîme et le droit de pâturage revenant au prieuré du Louroux. Ardonius, le prieur alors responsable du Louroux, ne cède pas aux revendications ; le différend se résout par le fer et la tentative de Sainte-Maure échoue,,,.
Les premiers bâtiments construits, le logis du prieur et l'église Saint-Sulpice, datent du XIIe siècle,,. Le bâtiment le plus ancien est probablement l'édifice destiné à loger le prieur. Pour André Montoux, l'église dédiée à saint Sulpice, donnée au début des années 990, aurait été entièrement rebâtie à la fin du XIIe siècle. L'archéologue Robert Ranjard estime quant à lui que la construction de la nef actuellement en place date du XIIIe siècle. Élisabeth Lorans et Edward Impey corroborent cette datation,. En 1146, un homme dénommé Hugues Ancipitrencis, réalise la vente de six arpents de terre, localisés « près de l'orme Gaultier » (« juxta ulnum Gaulterii ») au profit des moines du Louroux. Une somme de 30 sous, complétée d'une rétribution annuelle de six deniers, est versée en contrepartie,. La fin du XIIe siècle, entre 1180 et 1188, est marquée par un désaccord entre le prieuré du Louroux et celui de Saint-Bauld, l'objet de ce conflit portant sur la dîme perçue sur le fief d'Armançay — alors mentionné sous le toponyme latinisé d'Hermentiaci,. Le désaccord relatif à l'impôt d'Armançay, domaine situé à cheval de Tauxigny-Saint-Bauld et du Louroux, a pour conséquence de matérialiser de manière officielle la frontière entre les deux paroisses.

#### Fortification
Dans les années 1210 et 1220, selon les chartes de Marmoutier, l'aménagement de l'aula, la réfection du logis, l'érection d'une grange et la fortification du site, pourraient être le fait d'Hugues des Roches, alors abbé du monastère tourangeau,,,. Au sein de la Grande chronique de Touraine d'André Salmon, le texte se rapportant à ces événements est le suivant : 

« Sextus decimus abbas fuit Hugo […] In Lavatorio ipse fecit fierimagna œdificia et plurimos reditus acquisivit, et in Lavatorio hic œdificavit aulam et grangiam et vetera œdificia reparavit, et muris cinxit totum manerium. (Hugues était le seizième abbé [...] Au Louroux, il fit lui-même agrandir le logis et l'enrichit de nombreux revenus, et au Louroux, il y construisit une grande salle et une grange et répara l'ancien logis, et entoura d'un mur l'ensemble du manoir.) »

— André Salmon, 1854, p. 325.
Toutefois, l'attribution de ces travaux de construction à l'initiative de l'abbé de Marmoutier est à nuancer : pour Impey et Lorans il n'est pas impossible qu'il s'agisse d'un bâtiment plus ancien que Des Roches aurait uniquement fait réparer et que cette même aula ait été détruite ultérieurement.

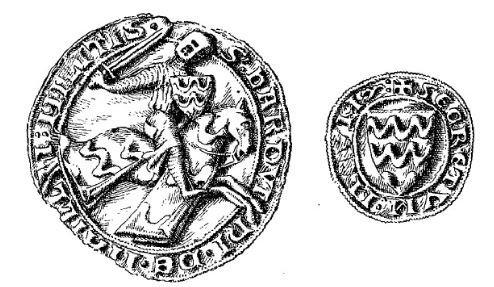
Sceau et d'Hardouin V de Maillé.

En 1221, un chevalier appelé Geoffroy Isoré fait acte de donation d'un tiers de deux arpents de pré au prieuré. Ces terrains se trouvent à proximité du moulin cédé en 991 par l'archevêque Archembault Sully. Vers la fin du XIIIe siècle, dans un acte daté du 5 mai 1287, Hardouin V de Maillé et son épouse Jeanne de Beauçay, alors propriétaires d'un manoir sur la partie lourousienne d'Armançay, abandonnent la totalité des droits de panage, de fumage et de cornage qu'il détenaient sur les moines du Louroux. En 1251, au bénéfice du prieuré, les moines de Marmoutier rachètent un bief et la place d'un moulin, implantés dans la paroisse lourousienne. En 1302, un chevalier et seigneur de Blou, abandonne ses droits de propriétés sur une lande faisant partie de la paroisse du Louroux.
La seconde phase de construction concerne la mise en fortification des lieux. La seconde étape date plus probablement du début du XIVe siècle que de l'abbatiat de Des Roches, au début du XIIIe siècle. Cette deuxième phase consiste à creuser le fossé et à ériger la muraille.

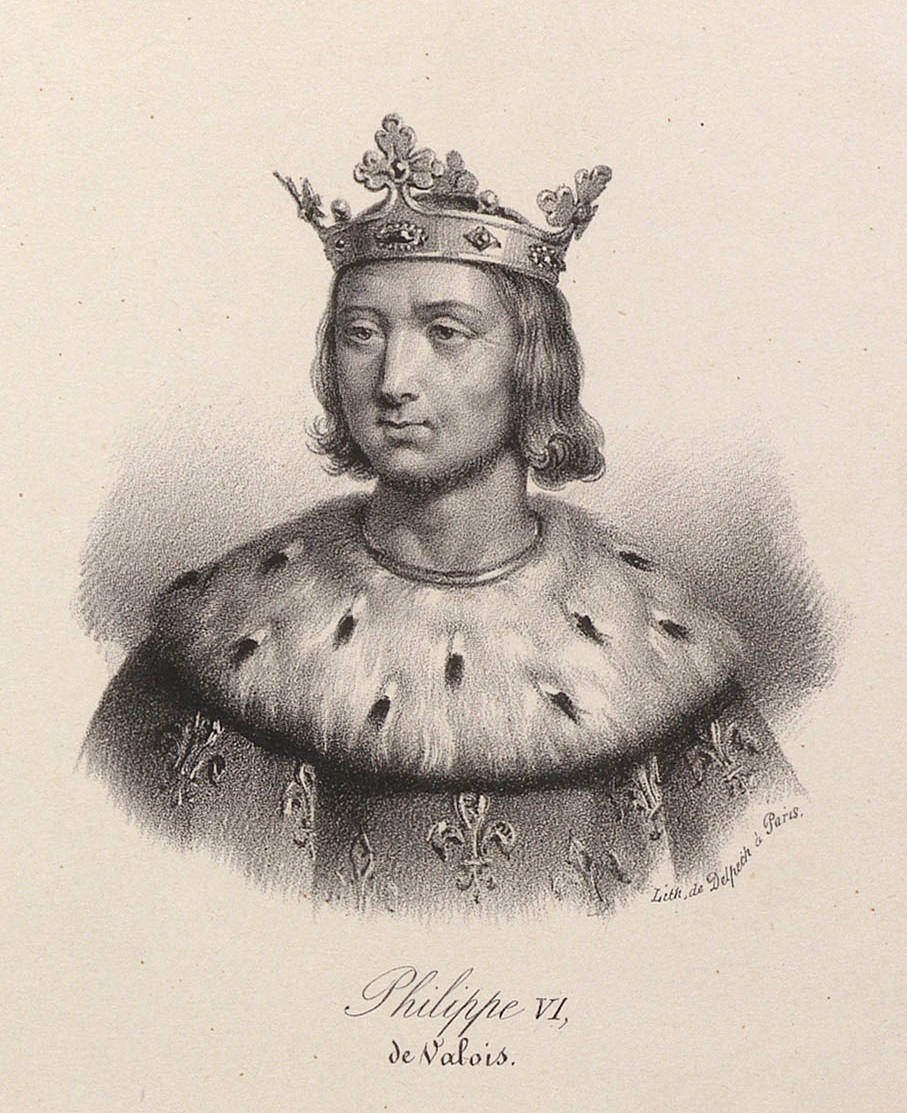
Philippe confirme par lettres patentes les droits du seigneur du Louroux en 1334.

En 1334, le roi Philippe VI rend publics et entérine par lettres patentes les droits de haute, moyenne et basse justice ainsi que les setiers de blé et de vin impartis au seigneur du Louroux,. Le monarque de la maison de Valois adjure alors les officiers de Montbazon de déférer un détenu appelé Geoffroy devant la juridiction lourousienne,.
Au début du XVe siècle, entre 1412 et 1426, Guy Ier de Lur, alors abbé de Marmoutier, effectue l'achat d'un moulin et de l'étang des Roseaux, ces biens allant au bénéfice du prieuré. Pour l'établissement du Louroux, de Lur fait également aménager un nouvel étang dans le prolongement de celui des Roseaux.
La grange dîmière est érigée au XVe siècle,. De manière plus précise, l'analyse dendrochronologique réalisée sur les différentes pièces de bois (charpente, poutre, porte et plancher) met en évidence que ce bâtiment a été construit dans les années 1478-1479. La fortification du complexe du Louroux, comprenant alors le logis du prieur, la dîmière et la ferme abbatiale, devient totale durant la guerre de Cent Ans. L'entrée est réalisée via un portail disposé dans le coin sud-ouest ainsi que par une poterne aménagée sur la face nord-est.
Le 14 janvier 1494, Jean Forheti, à l'époque clerc du diocèse de Bourges, s'astreint à payer les annates du prieuré. Le payement de ces impôts, d'un montant de 36 ducats d'or (soit 60 livres en monnaie courante), est effectué au nom de Louis Februarii, alors curé de l'église de Saint-Sulpice et à la sede vacante de Raoul de La Forge (ou de La Forja), prêtre du diocèse de Tours, qui renonce à son titre diocésain auprès du Saint-Siège.

### Époque moderne

#### Transformation en ferme abbatiale et guerre des religions
Au début du XVIe siècle, François Sforza est désigné abbé de Marmoutier par le pape Paul II. Sforza partage alors avec son prédécesseur, outre les bénéfices directs dus à l'abbaye, les recettes créées par l'exploitation des terrains du Louroux. En 1537, Philippe Hurault succède à Matthieu Gautier à la tête de l'abbatiat de Marmoutier. Toutefois ce dernier conserve la jouissance du prieuré lourousien au sein duquel il trouve la mort le 15 juillet 1552,. Il est probable que Gautier ait été l'initiateur des travaux de réfection du logis prieural durant la Renaissance. L'expertise dentrochronologique permet d'établir que les travaux opérés sur le bâtiment datent des années 1520-1523. Cette campagne de travaux consiste à remplacer les bois de charpente, à réparer le plancher et à remanier son mur oriental. Hurault, qui remplace Gautier à la fin des années 1530, se trouve être le dernier abbé du régime régulier,.
À partir de la seconde moitié du XVIe siècle (voire vers la fin de ce siècle), après le remplacement du régime régulier par le régime commendataire — cette période débute en 1540 avec le ministère de Jean III de Lorraine —, le complexe fortifié ne possède plus le statut de prieuré et devient une ferme relevant de l'abbaye de Marmoutier,,,. Le complexe lourousien devient alors une « source de revenus » pour Marmoutier et fait régulièrement l'objet de location à des exploitants agricoles. Les massifs de bois inclus dans le domaine du prieuré font désormais parfois l'objet d'une coupe, permettant ainsi de générer des recettes et de financer des dépenses inopinées.
Au début de l'année 1598, durant la huitième guerre de religion, des troupes huguenotes, menées par un homme nommé Mussant, investissent le prieuré et endommagent les bâtiments,. Le 28 et 29 mai de la même année, 300 coffres amassés les uns sur les autres ont été évacués de l'enceinte de l'église Saint-Sulpice, laquelle n'avait alors pas été entretenue depuis plus de deux décennies,. L'état de délabrement de l'église Saint-Sulpice a très probablement conduit à reconstruire son chœur au cours du XVIIe siècle.

#### Travaux de réparations et dépendance de l'archevêché de Tours

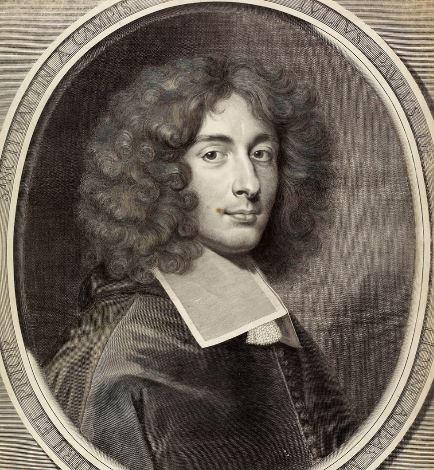
Jules-Paul de Lionne, fait reconstruire les bâtiments au début du XVIIIe siècle.

En date du 16 septembre 1707, le clocher de l'église Saint-Sulpice est détruit par la foudre,. La même année, le 8 octobre, une crue ligérienne provoque des dommages sur les bâtiments du Louroux. Jules-Paul de Lionne, abbé alors chargé du ministère de Marmoutier, est autorisé de procéder à la coupe d'une futaie lourousienne âgée de 250 ans et implantée derrière le prieuré afin de subvenir aux coûts générés par les travaux de reconstruction,. L'année suivante, en date du 8 octobre 1708, Joseph Haranc (ou Harane), occupant alors le poste de conseiller du roi, maître des eaux et des forêts du lochois et responsable de la seigneurie de L'Étang, est appelé à sélectionner ladite futaie,. La campagne de travaux initiée par De Lionne est mise en évidence par une inscription gravée sur un bloc appareillé du linteau d'une fenêtre de la grange dîmière : « Estait fils de Mr de Lionne Ministre d'Estat messire 1712, pavle de Lionne abbé 1712 Marmoutier. »

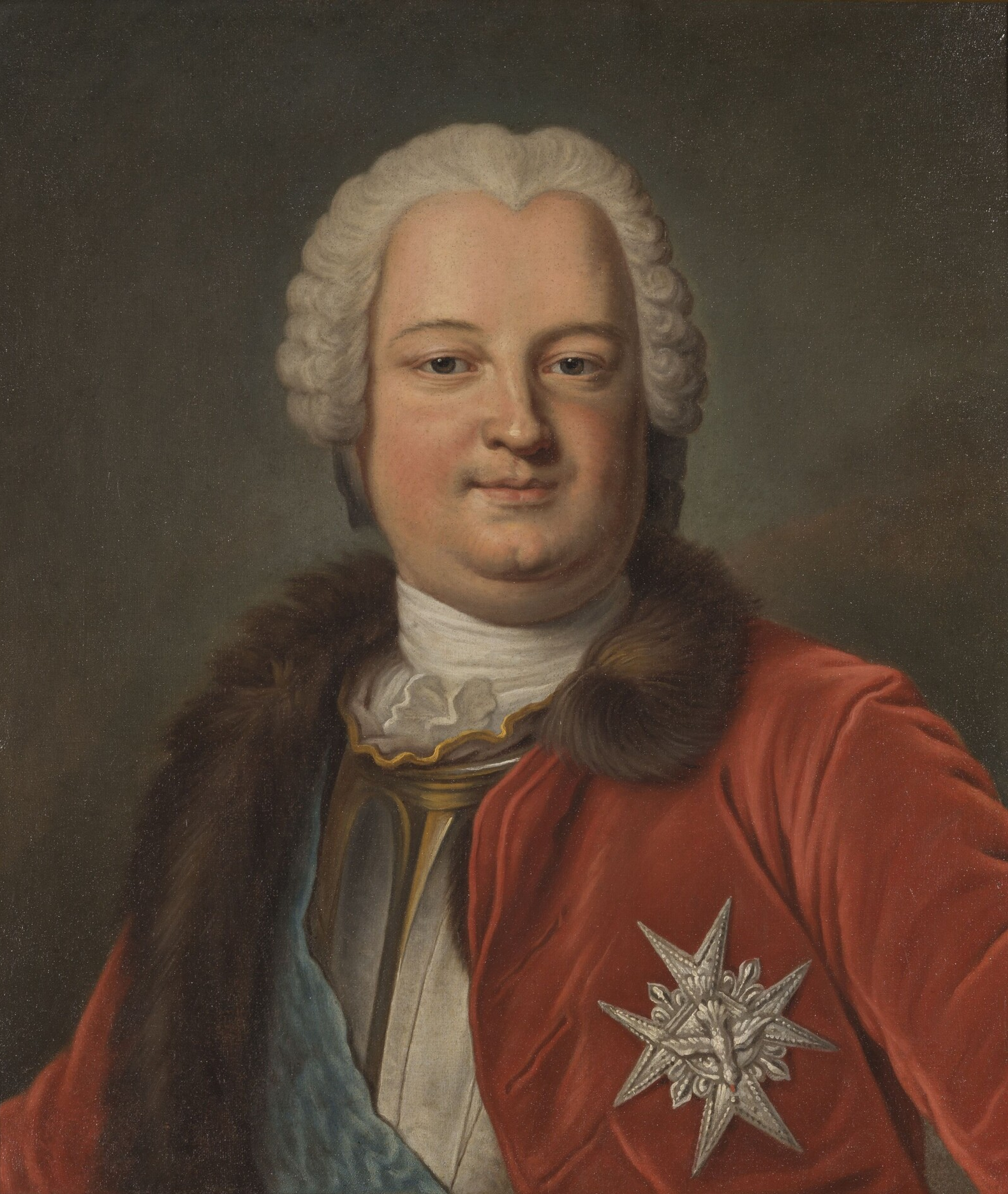
Louis de Bourbon-Condé fait réparer le prieuré dans la première moitié du XVIIIe siècle.

Lors de sa prise de fonction à la tête de Marmoutier, Louis de Bourbon-Condé prend acte que la seigneurie et le « château » du Louroux associé à un domaine comprenant alors un parc d'une surface de cinq à six arpents sont du ressort de l'abbaye. Le parc inclut 600 pieds d'arbres âgés de 200 ans et dont la majeure partie est décimée. Sous l'abbatiat du Bourbon-Condé, entre 1721 et 1739, plusieurs travaux sont entrepris. Le montant des travaux s'élève à 4 447 livres. Dès l'an 1721, l'abbé Bourbon-Condé requiert auprès du roi la coupe des arbres bicentenaires afin de financer les chantiers. Le 12 septembre, Louis XV donne son accord à cette requête. Un document daté du 27 septembre 1732 met en évidence que les réparations du pont du prieuré (mentionné sous le terme de « château »), d'une citerne et de divers éléments ont été mises en œuvre grâce l'adjudication d'une chêneraie lourousienne couvrant une surface de 200 hectares,. La réalisation de la vente du massif de chênes s'est faite sous l'autorisation de Louis XV.
Pour le complexe du Louroux, la fin des années 1730 est marquée par la fusion (ou adjonction) de la mense épiscopale de Marmoutier à l'archevêché de Tours. En 1739, Bourbon-Condé abandonne sa charge d'abbé. Grâce à la bulle émise par le pape Clément XII le 11 décembre, Louis-Jacques Chapt de Rastignac parvient à faire passer l'abbaye de Marmoutier sous la dépendance du siège diocésain de Tours. Le prieuré et son domaine relèvent dès lors de l'archevêché tourangeau.
La seconde grange, de style classique, est édifiée dans les années 1750-1752.

#### Baux et vente au titre de biens nationaux
En 1760, le bail des terrains du Louroux est cédé pour la somme de 4 200 livres. En 1763, la « seigneurie » du Louroux, qui inclut notamment les bâtiments du prieuré, quatre étangs, deux métairies, les revenus dus au titre de dîme et les terrages, fait l'objet d'un bail « général » contre le versement d'un montant total s'élevant à 4 780 livres. La majeure partie du paiement du bail est versé par un couple à hauteur de 4 200 livres, le reste étant réparti entre le curé de la paroisse pour un montant de 500 livres, le bailli pour une somme de 50, et le procureur fiscal pour un montant de 25.

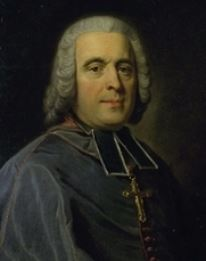
Joachim François Mamert de Conzié, archevêque ayant établi le bail de 1784.

Un document de l'archevêché tourangeau daté de 1774 établit que la terre, châtellenie et seigneurie lourousienne est louée en 1769 pour une somme de 4 200 livres. Le bail du Louroux renouvelé le 17 novembre 1784 pour une période de neuf ans, venant ainsi à terme pour l'an 1793, est signé de l'archevêque d'alors, Joachim François Mamert de Conzié.
Le bail de 1784 permet de préciser le corpus immobilier constituant la propriété du Louroux avant les événements révolutionnaires. La propriété est alors composée du « château », lequel inclut « tourelle, chambres à feu, boulangeries et autres aisances, deux cours ». Dans la première cour se situent les écuries, une vaste grange, des étables et une bergerie couronnées de toitures faites de tuiles et d'ardoises ainsi qu'un potager « jouxtant et succédant ledit château ». L'acte de bail de la propriété renseigne également sur l'inventaire des terrains du Louroux, lesquels comportent quatre étangs — respectivement Le Grand Etang, d'une superficie de 200 arpents, l'étang de Beaulieu, l'étang de Gousset, recouvrant une surface de 60 arpents, et l'étang de Mauregard —, adjoints à la « métairie de Beauvais ». Les corvées exécutées par les résidents de la paroisse lourousienne, les droits de hallage, de boucherie et de cabaret complètent les dispositions contractuelles. En outre, les exploitants agricoles, au terme du contrat locatif, se voient dans l'obligation de « laisser la fuie bien et duement peuplée de soixante douzaine de pigeons ». Ils ont également l'obligation de fournir logement et nourriture à l'intendant de Marmoutier et son domestique lorsqu'il séjourne au Louroux ainsi qu'au bailli durant les jours d'audience. Le contrat spécifie que les locataires ne peuvent réclamer aucune indemnité en cas de grêle, d'inondation et de sécheresse. En outre, le prix annuel de la location est établi à 4 200 livres, somme qui peut être versée en deux fois.
En 1790, les recettes générées par le prieuré du Louroux et la totalité de ses métairies sont évalués à 6 600 livres. Le prieuré et son domaine sont confisqués au titre de biens nationaux et au 1er décembre, il fait l'objet d'une première offre d'achat. Cependant, ce n'est qu'au 2 mai 1791 que le domaine du Louroux est vendu. Le montant de vente est fixé à 56 000 livres auxquels s'ajoutent 16 200 livres en paiement de la métairie de Beauvais.

### Époque contemporaine

#### Succession de propriétaires privés

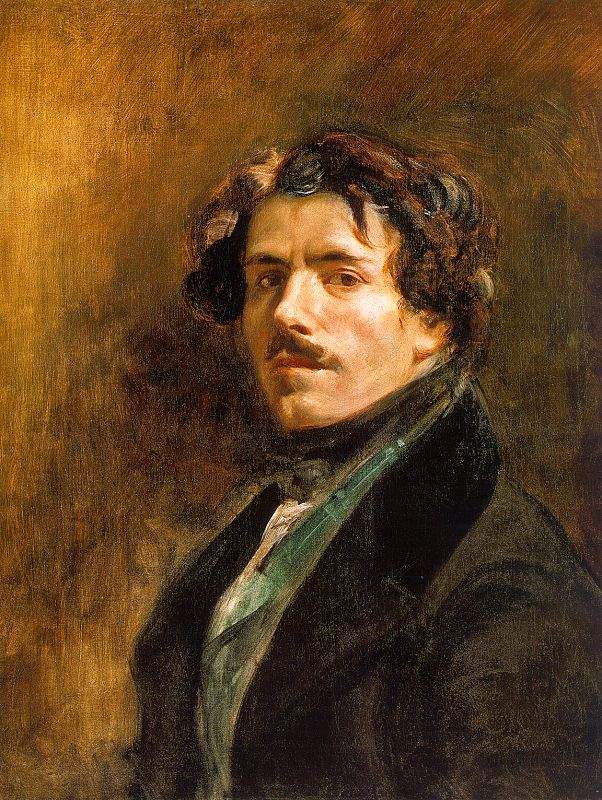
Le peintre Eugène Delacroix a exécuté un croquis du prieuré.

L'acquéreur du domaine du Louroux, Robert Godeau, un citoyen de Loches exerçant des fonctions de « premier suppléant au tribunal » et d'« inspecteur des eaux et des forêts » paye en plusieurs versements, le dernier d'entre eux étant effectué en date du 7 prairial An III (26 mai 1795 en calendrier grégorien).
Au début des années 1820, le peintre Eugène Delacroix commence à effectuer plusieurs séjours au Louroux, afin de rendre visite à son frère Charles-Henri Delacroix alors propriétaire d'une maison de campagne,,. Lors de l'un de ses passages au sein de la commune lourousienne, Delacroix exécute un croquis du prieuré, seule iconographie connue du complexe fortifié.
Le 17 mars 1842, à la mort de Godeau, son fils aîné et sa fille héritent du domaine lourousien. Les deux enfants Godeau opèrent une transaction en 1861, laquelle consiste à céder le domaine du Louroux contre une métairie établie à cheval sur les communes de Sainte-Catherine-de-Fierbois et de Saint-Épain. Outre les bâtiments du prieuré, la propriété lourousienne est alors composée de la métairie de Beauvais et des quatre étangs, dont le total des surfaces recouvre 217 ha.
En 1913, en conclusion d'une donation-partage actée au 22 décembre, Jules Mourruau devient propriétaire du prieuré et de son domaine. La famille Mourruau détient encore le complexe lourousien dans les années 1970.

#### Protection patrimoniale et campagne de restauration
Le site fortifié, en particulier le logis prieural, a servi de décor pour le tournage de Mauregard,, une mini-série réalisée par Claude de Givray.
Par arrêté ministériel du 19 décembre 1973, l'église Saint-Sulpice fait l'objet d'une inscription sur l'Inventaire supplémentaire des monuments historiques. Un an et demi plus tard, en date du 20 mai 1975, c'est au tour de la fuye, mais également les façades et les toitures des bâtiments agricoles d'époque féodale de bénéficier d'une inscription sur l'inventaire général,.
Dans la première moitié des années 1990, la municipalité acquiert les bâtiments agricoles abbatiaux et le domaine qui lui est attenant,. En août 2002, l'artiste Yves Charnay réalise au prieuré une œuvre d'art plastique sous forme d'une installation lumineuse intitulée L'azur en pré fleurit,,. Deux ans plus tard, au 31 décembre 2004, le dernier exploitant agricole louant le prieuré quitte les lieux. L'année suivante, en 2005, une campagne de travaux ayant pour objectif de restaurer les structures est initiée par la communauté de communes du Grand Ligueillois,. La campagne de réfection a lieu en deux phases. L'ensemble s'étale sur une durée de quatre ans. Les travaux de réhabilitation sont alors conduits par l'architecte en chef des monuments historiques Arnaud de Saint-Jouan. La première phase de réfection est amorcée en juillet 2007 et s'achève en décembre 2008. L'objet de cette première phase porte notamment sur la réfection de la partie de la grange gothique, certains éléments du logis prieural et de la grange d'époque classique ainsi que sur la restauration du mur d'enceinte, chantier dont la mise en œuvre est encadrée par une association loi 1901.

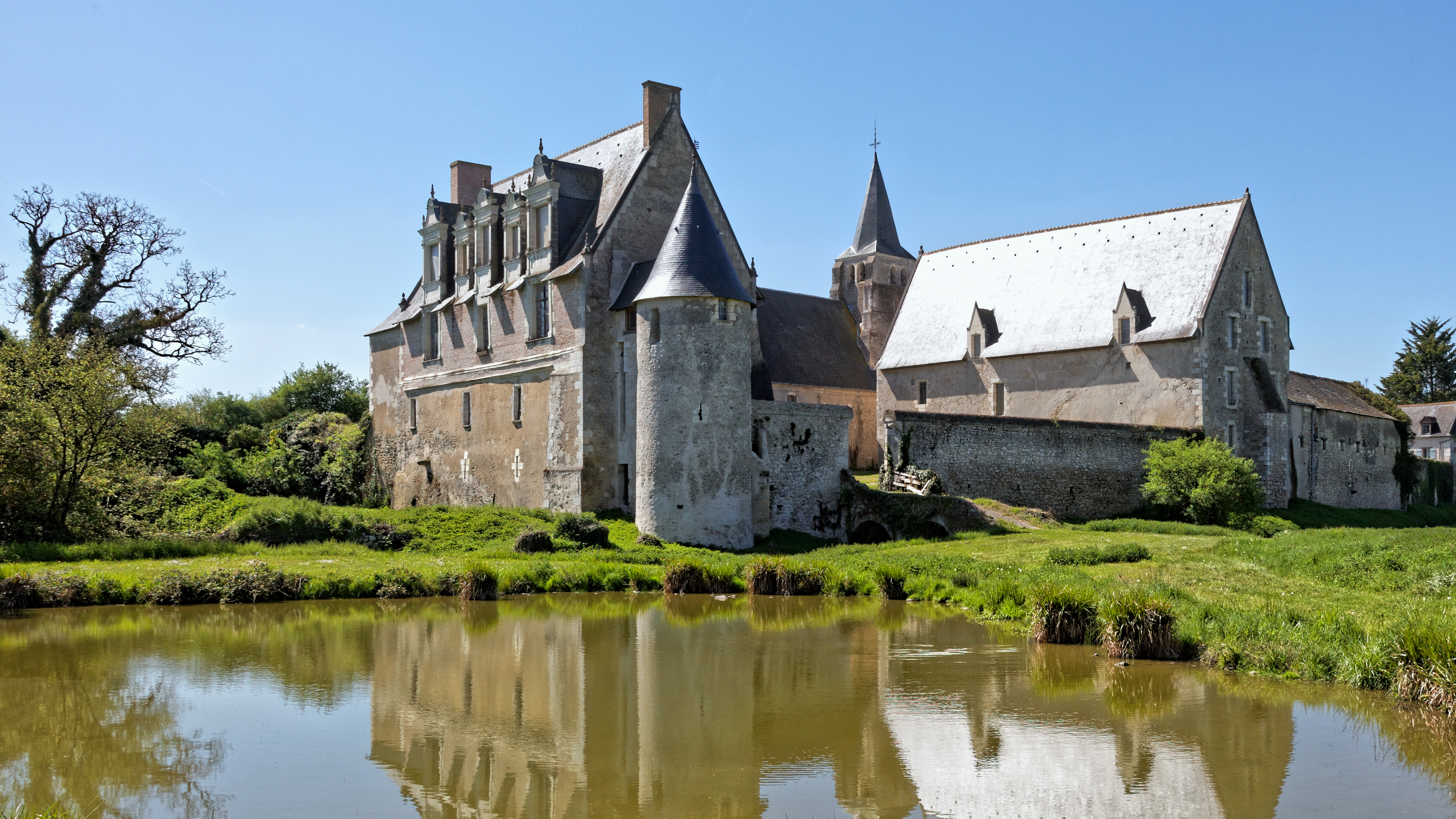
Le prieuré, en 2017.

L'aménagement des bâtiments du monastère, au sein d'un « pôle touristique du terroir », est envisagé dès 2012. En 2013, dans le cadre d'un développement culturel, patrimonial et urbanistique du Louroux, la commission chargée du tourisme de la communauté de communes du Ligueillois engage un nouveau projet pour les bâtiments de l'ancien prieuré. Ce projet consiste à affecter le conservatoire des vêtements de sacerdoce au sein de l'étable ; mettre en place un centre de recherche et de documentation, une salle de conférence ainsi que des expositions permanentes au sein de la grange construite au XVe siècle ; aménager une résidence artistique et des expositions permanentes dans le logis du prieur ; la grange d'époque classique, et la cour intérieure étant consacrées aux manifestations théâtrales et autres événements culturels et d'autres événementiels. Ce projet prévoit également d'installer un conservatoire botanique pour essences locales au sein du jardin et potager attenant à l'ancien complexe fortifié lourousien.
La tourelle du logis est remise en état dans le milieu des années 2010. La réfection de la pièce de bâtiment est votée par la communauté de communes en juillet 2015,. Les travaux sur la petite tour consistent à remplacer les sablières, restaurer les chevrons et réparer les assemblages à tenon et mortaise.
Le prieuré, qui « offre une évolution architecturale complexe des XIIe – XIIIe siècle jusqu'au XIXe siècle », possède une « histoire des constructions peu connue ». Cependant, les récentes études dendrochronologiques des bois de charpente et de menuiseries ont permis de dater les bâtiments du monastère tourangeau. Les travaux de restauration et de réhabilitation des années 2000 ont permis de sauvegarder ce « monument aux multiples architectures ». Les années 2010 ont vu le prieuré du Louroux s'ouvrir au tourisme : en juin 2013, lors d'un festival agricole, le complexe du Louroux a accueilli environ 1 300 visiteurs, en juin 2015 plusieurs visites guidées à thème y ont été organisées,, et un festival d'arts septembre 2017.
Quelques dates du prieuré du Louroux.
■ Quelques dates de l'histoire de France et de la Touraine
■ Histoire administrative, politique et religieuse du prieuré - ■ Épisode de construction - ■ Épisode de destruction

## Bâtiments et structures

### Vue d'ensemble
- XIIe siècle
- début XIIIe siècle
- fin XIVe siècle
- fin XVe siècle
- milieu XVIe siècle
- début XVIIe siècle
- fin XVIIe siècle
- 1710
- XIXe et XXe siècles
- tracé restitué

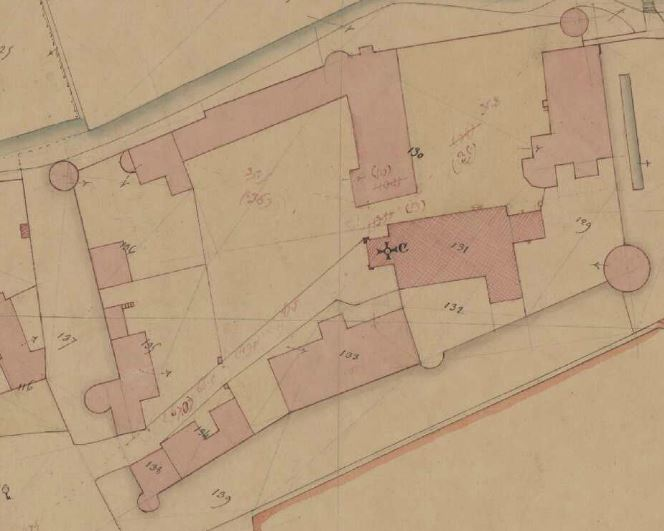
Plan au sol des bâtiments en 1832 (à l'exception de la fuye, plus au nord).

Étapes de la construction des principaux bâtiments du prieuré.
XIIe siècle
début XIIIe siècle
fin XIVe siècle
fin XVe siècle
milieu XVIe siècle
début XVIIe siècle
fin XVIIe siècle
1710
tracé restitué

Le prieuré se présente tel une « forteresse » qui s'oriente selon un axe nord-est/sud-ouest. Il est ceint par un mur fortifié et ses douves sont irriguées par les eaux provenant des étangs du Louroux. L'ensemble est marqué par un dénivelé d'environ 3 m : le point le plus haut est situé au niveau de l'entrée de l'église ; tandis que le point le plus bas se place au niveau du pont dormant, situé dans la partie nord. Le mur d'enceinte, comprenant des courtines et des tourelles, dispose d'une surface enclose supérieure à 5 500 m2 — 5 600 m2 d'après les estimations d'Élisabeth Lorans et Edward Impey et 5 700 m2 d'après les estimations d'Arnaud de Saint-Jouan. La cour du logis, à l'est, se développe sur une aire de 2 500 m2, tandis que l'avant-cour, située dans la partie ouest, s'étend sur une surface de 3 700 m2. Lors du rachat du début des années 1910, l'ensemble des terrains inclus dans la propriété du prieuré recouvrait quant à lui une superficie totale d'environ 200 hectares ou 230 hectares et le domaine occupait une aire de 2 000 hectares.
Le colombier trouve son emplacement à l'extérieur de l'enceinte fortifiée, au nord, de l'autre côté de l'Échandon, au sein d'un jardin. Cette fuye est encadrée au nord, à l'est et à l'ouest par les vestiges d'une clôture de jardin. À l'intérieur de la muraille, la grange dîmière et les communs occupent une position centrale, l'église disposée à proximité,. L'ensemble des bâtiments s'articulent autour de la cour close au sud par l'église,,. Le logis du prieur, situé au nord-est, se déploie parallèlement à la grange, séparant ainsi la cour intérieure en deux parties,,. Entre le logis et l'église, se déployait un bâtiment roman, dont il ne subsiste que quelques vestiges,.
Les bâtiments destinés aux activités d'élevage sont disposés au nord de l'avant-cour et sont opposés à la deuxième grange (dite « classique »), située dans la partie sud. L'espace de 3 à 5 m compris entre la partie sud de la grange dîmiere et la portion ouest de l'église permet le passage de la cour à l'avant-cour,,.

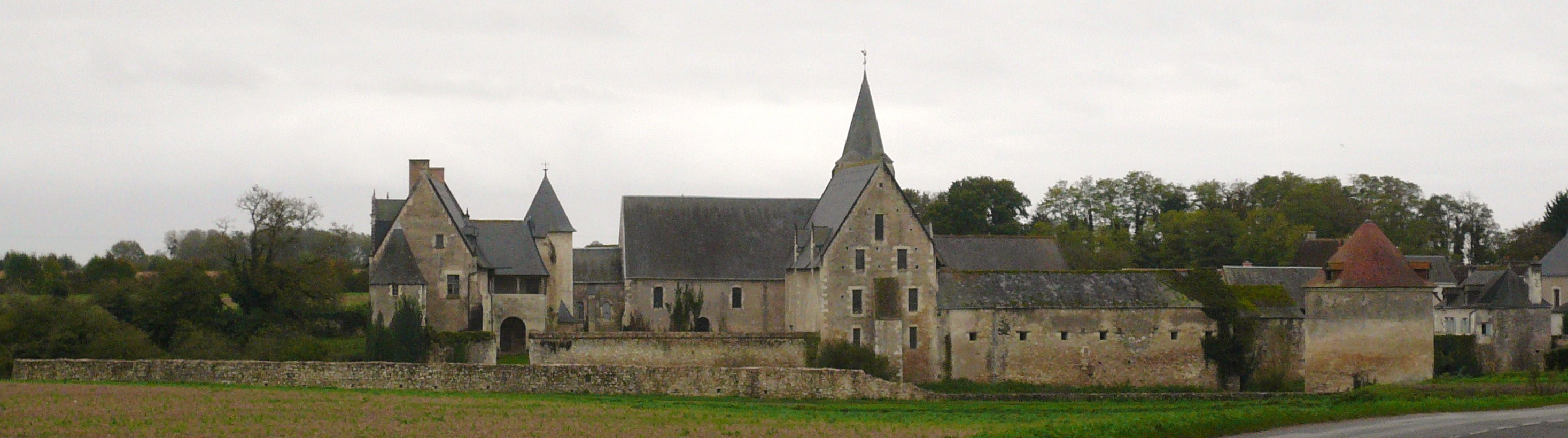
Vue d'ensemble du complexe.

### Logis du prieur

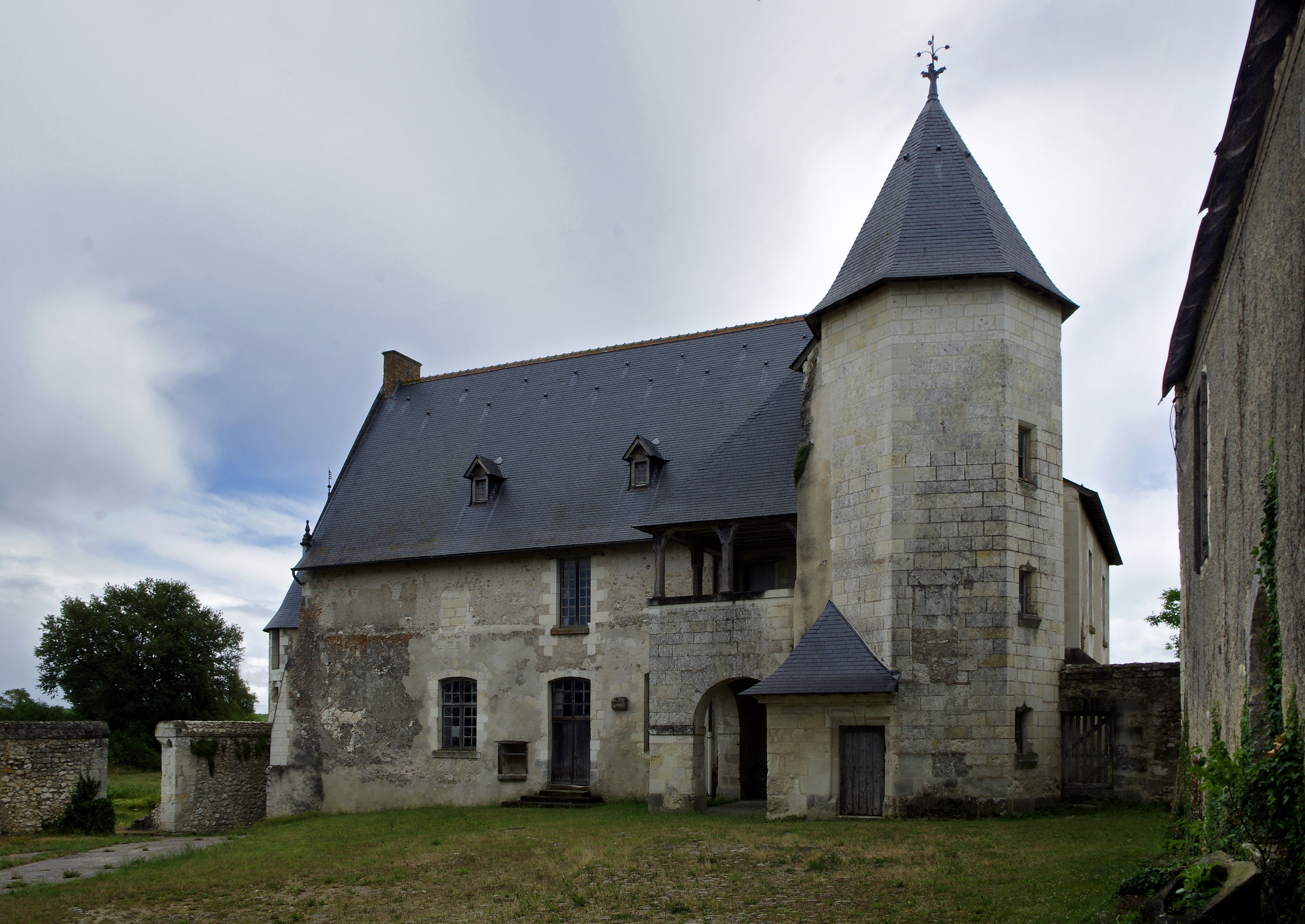
Le logis vu du côté ouest.

Le logis consiste en un corps de bâtiment dont le dessin au sol affecte la forme d'un rectangle. Le bâtiment s'inscrit entre deux murs-pignons « à rondelis » (ou rampant) dont les versants forment un angle aigu,. La partie sommitale de l'un des deux murs-pignon est couronnée d'un fleuron. Le style architectural du logis est celui d'un « manoir traditionnel tourangeau ». Le bâtiment se caractérise, outre les pignons à rondelis, par la présence d'un escalier à vis hors œuvre (accolé au corps principal) construit en pierres de taille et orienté vers le couchant, ainsi que des conduits de cheminée qui s'élèvent largement au-dessus de la toiture du côté sud,. Le logis est relié à la tourelle d'enceinte nord-est par un corps de bâtiment dont le premier étage est aménagé d'une courte galerie,,. Cette galerie est terminée d'une voûte lambrissée pourvue de solins affectant l'aspect de branches écotés.

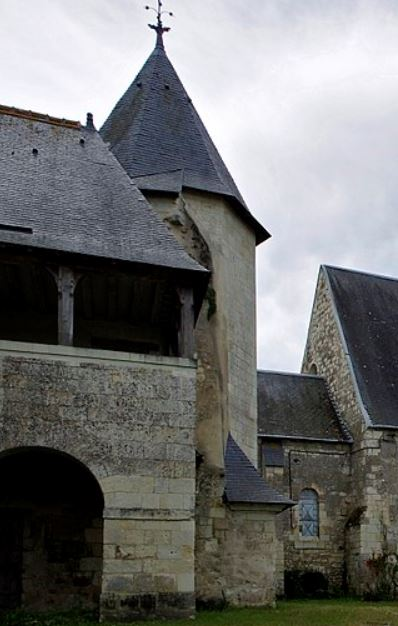
Tour polygonale et galerie.

La cage de l'escalier à vis se présente sous la forme d'une tour à plan polygonale et appareillée de pierres de taille. La tour, érigée au cours du XVe siècle, est percée de trois baies en forme de rectangle dont les deux disposées aux étages inférieurs présentent un arc en accolade et l'un de ses côtés forme une assise pour le mur de façade ouest. Une colonnette, coiffée d'un chapiteau à huit côtés et prenant appui sur le noyau de l'escalier, soutient un plafond constitué de larges dalles. L'accès à la tour polygonale se fait via une porte encadrée d'un linteau droit (rectiligne). Cette entrée s'inscrit dans un édicule en avant-corps coiffé d'un toit composé de deux versants triangulaires. La tour et le corps principal sont connectés par une galerie (ou terrasse ouverte) à plan rectangulaire,. La galerie consiste en une pièce de charpente reposant sur un mur percés de deux arcs en plein cintre et dont les sommiers se présentent en saillie. Le style architectural des arcs cintrés est typique des XVIe et XVIIe siècles, tandis que la charpenterie de cette loggia est composée de poteaux et de solives provenant, d'après datation dendrochronologique, d'arbres coupés vers le milieu du XVe siècle (entre 1440 et 1462). La différence chronologique mise en évidence entre les pièces de charpenterie et les maçonneries ne peut s'expliquer que de deux manières : soit la galerie a été reprise en sous-œuvre durant les XVIe et XVIIe siècles, soit les éléments constituant la charpenterie ont été réemployés.
Le sous-sol abrite une cave munie d'archères percées du côté est. Elle comporte des poutres massives qui contiennent les charges des planchers. La cave du logis est contigüe à deux autres caves, à plafond voûté sur couchis et creusées au-dessous de la cour,. Le passage entre le sous-sol du logis et les deux caves de la cour est réalisé par un escalier disposé à l'ouest et ne comprenant quelques marches. Les deux caves, qui forment un angle droit, présentent pour la première une voûte en plein-cintre et pour la seconde une voûte en arc brisé. En raison des nombreux travaux de construction dont le bâtiment a fait l'objet, ses maçonneries présentent un ensemble relativement hétéroclite. La façade dirigé vers le levant, surplombant les douves, présente un style architectural homogène et cohérent. Elle est pourvue de fenêtre dites aux pieds-droits et aménagée de lucarnes d'époque Renaissance.
Vers la fin du XIXe siècle, la section supérieure de l'édifice aurait fait l'objet d'un incendie,,. Cependant les études réalisées sur les structures maçonnées et les poutres de charpentes n'ont révélé aucun indice de cet évènement,. En revanche, une vaste campagne de réfection a été conduite sur l'édifice au début du XXe siècle. La mise en œuvre a essentiellement porté sur les murs des façades et sur les combles. Lors du montage de l'échafaudage contre le mur est, épais et à plan trapézoïdal,, le mauvais état de son appareil en briques ainsi que les celui des lucarnes qui le couronnent a pu être mise en évidence. En outre, ces travaux ont permis de révéler, derrière les briques appareillées, au niveau supérieur, une paroi constituée d'un pan de bois dont les décharges sont fortement inclinées,. L'ouvrage de charpenterie prend appui sur une sablière associée à un bandeau conçu en pierre de taille et orné de moulures. À une époque dont la date n'a pas été déterminée, cet ouvrage de charpenterie, se trouvant alors en grande partie dans un état de pourrissement, a été entièrement conservé, puis recouvert d'un parement en briques. Au premier niveau, la façade est éclairée par 3 fenêtres, l'huisserie centrale, remaniée, se trouvant sensiblement moins large que les deux autres. Des vestiges de traverses montrent que les fenêtres gauche et droite ont été autrefois pourvues de meneaux. Les pilastres à chapiteaux qui ornent ces deux fenêtres sont toutefois toujours en place. La façade orientale est terminée par 5 lucarnes, de style Renaissance et conçues en pierre,. Les lucarnes sont chacune surmontées d'un fronton à pinacle et ornée d'un candélabre en terre-cuite placé sur le côté,,. Auparavant, au début du XXe siècle, seules deux lucarnes, faites en bois, venaient couronner la façade est.

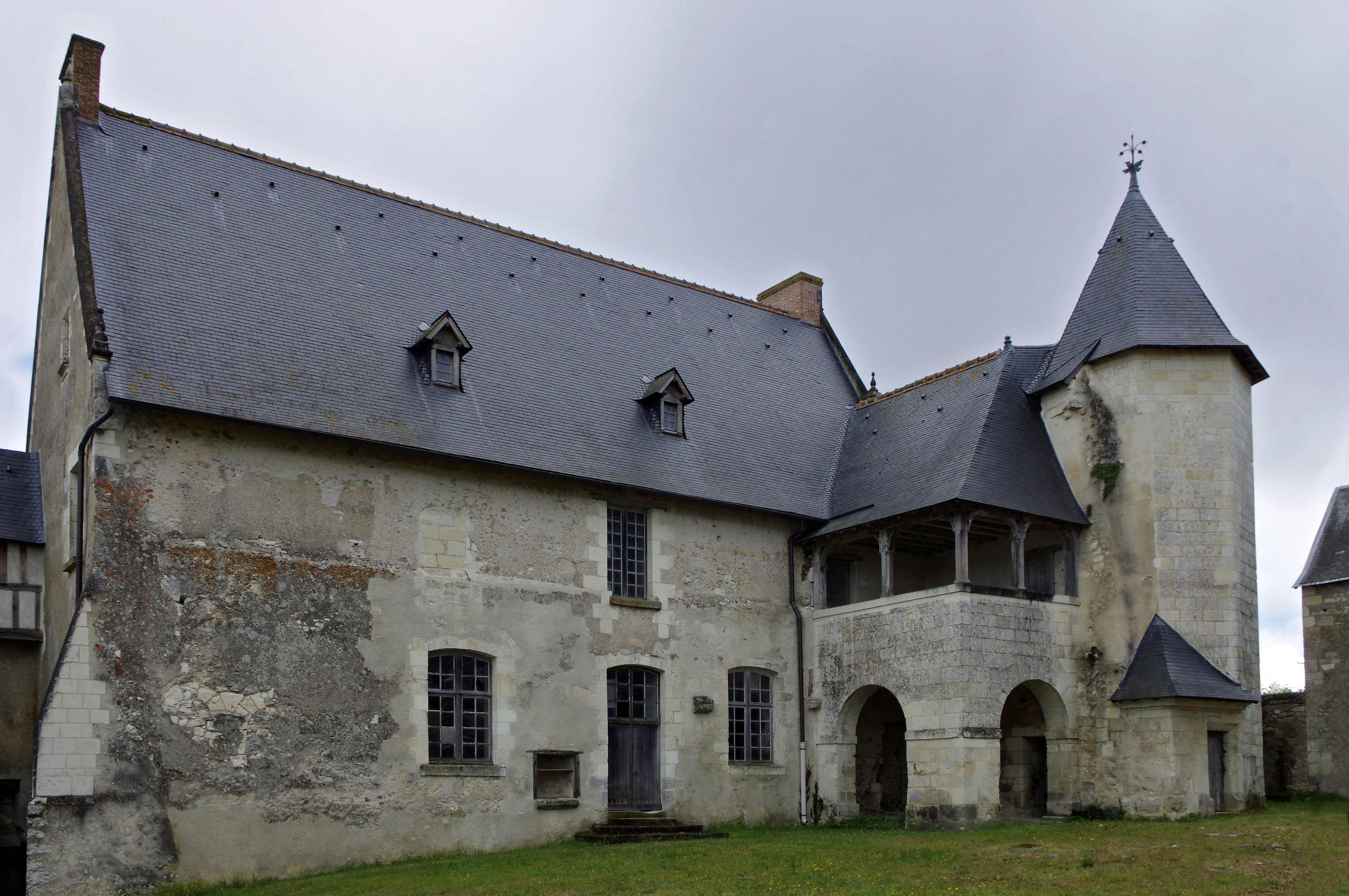
Façade ouest, galerie et tour polygonale.

Le logis se trouve être le bâtiment dont les structures maçonnées apparentes du logis sont les plus vieilles. Cette ancienneté est essentiellement observable sur le côté ouest, où les murs sont éclairés des fenêtres à arcs géminés. Dans le prolongement de la façade ouest, le bâtiment est soutenu par un contrefort d'angle. La façade occidentale, dont le premier étage observe un sensible retrait par rapport au rez-de-chaussée, a été plusieurs fois remaniée. La couverture du logis repose sur une charpente à chevrons-formants-fermes dont les poutres, portant chacune un numéro allant croissant du nord vers le sud, sont issues d'arbres coupés en 1519. Les pièces de bois formant les planchers du rez-de-chaussée et du premier étages proviennent d'arbres coupés en 1522. Par ailleurs, l'expertise dendrochronologique montre que les éléments constituant le pan de bois de la façade est sont issus d'essences coupées durant la même période, en 1520. Bien qu'une partie des maçonneries d'origine (XIIe siècle) ont été préservées, ces résultats mettent en évidence que le logis a fait l'objet d'une reconstruction quasiment complète durant la Renaissance.

### Bâtiment roman disparu
Un bâtiment de style roman, à présent disparu, était autrefois accolé à la façade ouest du logis prieural. Plusieurs éléments permettent d'attester l'existence de cette ancienne structure.

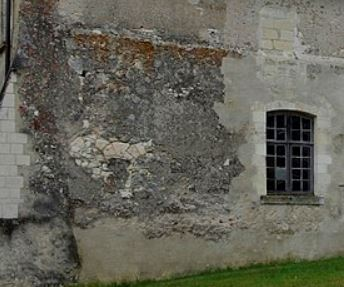
Gros plan sur l'arrachement du mur et des anciennes baies du bâtiment roman.

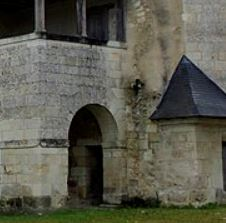
Gros plan sur la reprise du mur à l'emplacement des anciennes baies romanes (ici : à l'angle de la tour polygonale).

Le premier élément matériel est documenté par une portion de mur évoluant selon un axe est-ouest. Ce vestige, de forte épaisseur, prolonge l'angle nord-ouest du logis. Le second élément réside dans la présence des deux contreforts à l'appareillage typiquement roman et qui viennent épauler l'angle nord-ouest du corps de logis. Le troisième élément est une baie géminée romane, disposée à environ 2,50 m de hauteur et se trouvant à gauche du double contrefort, dont l'étude a permis de mettre en évidence que son embrasure a été remaniée. Ce remaniement a consisté à rétrécir son champs d'ouverture à même l'épaisseur du mur. Cette baie, ultérieurement cloisonnée, a peut-être été aménagée d'une seconde embrasure.
D'autres indices permettent d'attester l'existence du bâtiment roman : la présence de voussoirs dont les traces subsistent à proximité de l'entrée du logis ainsi qu'un peu plus au nord, ces dernières pouvant suggérer l'aménagement d'une porte postérieurement obstruée ; le ressaut très étroit, établi à un mètre au-dessus du plancher du premier étage, élément venant très probablement délimiter la partie sommitale de l'édifice roman et indiquer le rétrécissement de l'épaisseur du mur mitoyen ; ou encore les restes de deux portes d'architecture romane surplombées par une baie cintrée et encastrées dans le massif de maçonnerie disposé sous le porche du corps de logis,,.
La faible taille des baies géminées en façade nord-ouest du logis pourraient être des ouvertures éclairant l'intérieur d'un cellier. Toutefois, les autres indices tendent à confirmer l'hypothèse que ce bâtiment roman était une « Grande Salle ». Bien que la période de construction du bâtiment roman soit établie — autrement dit vers la fin du XIIe et début du XIIIe siècle —, ses caractéristiques métriques n'ont pas pu être déterminées. Le bâtiment roman pourrait être l'aula ayant été construite par l'abbé Hugues Des Roches. Cet édifice médiéval était non-seulement encastré dans la partie inférieure ouest du logis, mais également connecté à l'église via son clocher. Pour autant, l'agencement du logis par rapport à l'église exclut l'hypothèse que la structure romane ait été un cloître.

### Église

#### Architecture et description

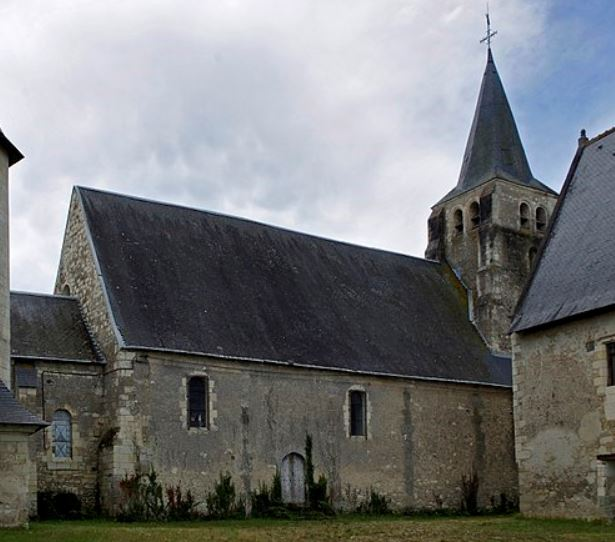
Abside, nef et partie haute du clocher.

L'église placée sous le vocable de saint Sulpice est composée d'une unique nef,. De plan rectangulaire, la nef a été élevée selon un tracé daté du XIIIe siècle ou peut-être antérieur à cette époque. Ce corps de bâtiment est percé par quatre baies cintrées et à pieds droits, deux de chaque côté et disposées de manière asymétrique. La nef, dans sa partie supérieure, est terminée par une voûte lambrissée,. La voûte à lambris est renforcée par une charpente de style gothique à entraits et poinçons apparents,. L'intérieur de l'église n'a pas été remanié depuis plusieurs décennies.
Le portail de l'église, qui a fait l'objet d'une restauration, est pourvu d'une unique voussure. Le chœur, à plan rectangulaire, a été probablement rebâti durant le XVIIIe siècle, puis muni d'un retable au cours du siècle suivant. Il est terminé d'un chevet plat. Le chœur est épaulé par deux contreforts : l'un au nord, l'autre au sud. La façade sud du corps de bâtiment est aménagée d'une porte donnant accès à l'ancien cimetière. Trois inscriptions sont gravées sur les claveaux externes du chœur. Le texte de la première est le suivant : « L'an 1657 la grosse cloche fut refaicte ». La seconde inscription apparaît ainsi : « Le moi de may 1702, le clocher a été recouvert à neuf ». Et enfin le texte de la troisième inscription est : « L'an 1711, l'autel du chœur fut refait le jour de Pâques béni ». Ces trois inscriptions permettent de documenter quelques phases de construction de l'église, dont, entre autres, la réfection du chevet, opérée au tout début des années 1710. Le chœur est complété d'une abside venant en avant-corps. L'abside, construite au cours du XVIIe siècle est fermée par une voûte constituée de pierres et épousant la forme d'une anse de panier.

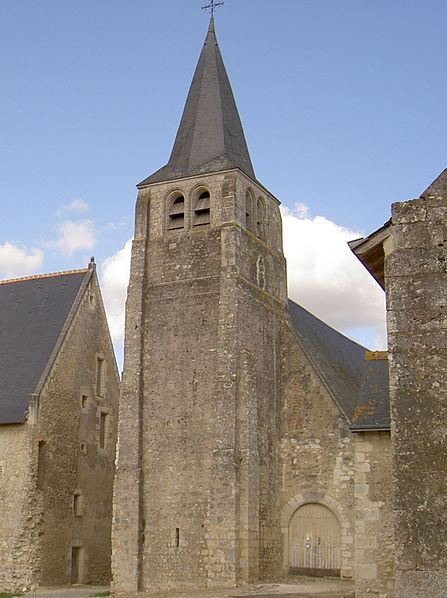
Clocher et portail de l'église, au centre.

La construction du clocher, comme le mur sud de la nef, est datée du XIIIe siècle,. Cette tour présente un plan au sol carré. Le clocher, daté de la même période que la nef vient s'insérer dans le mur-pignon nord. La façade nord de la nef a été rebâtie aux environs du début du XVIIe siècle, probablement en raison des dommages provoquées par les troupes huguenotes en 1598,. Les charges du clocher sont amorties par deux contreforts disposés sur sa façade occidentale et évoluant jusqu'au niveau de la flèche ainsi que des paires de contreforts latéraux, moins hauts, et infléchis en glacis. En outre, il est possible qu'une tribune, incorporée entre deux contreforts, ait été aménagée en surplomb de la nef. Hormis deux meurtrières percées dans ses soubassements, le clocher n'est pourvu d'aucune autre ouverture, caractéristique qui « lui donne l'aspect d'un donjon ». Au sein de la tour, des traces révèlent qu'une ancienne fenêtre, aménagée en hauteur et probablement destinée à surveiller l'accès au bâtiment, a été comblée. Une porte à l'étage, également murée, donnait accès à la courtine reliant le clocher à la grange d'époque Renaissance. Une série d'arcs et des vestiges de poutres ayant constitué l'armature d'un escalier qui connectait la porte comblée au rez-de-chaussée du clocher, sont encore nettement visibles. Les niveaux supérieurs sont marqués d'un sensible crénelage. L'avant-dernier niveau est éclairé de deux baies, une placée au nord et la seconde disposée au sud. L'étage qui renferme le beffroi, possiblement bâti à la même époque que le reste du clocher (début du XIIIe siècle), est pourvu de quatre arcature, une pour chaque face.

#### Mobilier
Le mobilier de l'église comprend trois objets inscrits à l'inventaire supplémentaire des monuments historiques. Le premier objet est une statue représentant un Christ en croix, en bois polychrome. La sculpture, exécutée au XVIIe siècle, présente un modelé particulièrement appuyé au niveau du buste. Le personnage a les paupières closes, sa tête est penchée, nichée entre ses deux épaules et ses jambes sont légèrement pliées. L'œuvre a bénéficié d'une inscription par arrêté du 29 novembre 1978.
Le deuxième objet est un tabernacle en pierre, avec deux ailes latérales. Il se compose d'une base et d'un entablement qui se déploie sur la totalité de sa longueur. L'entablement est surmonté d'un retable ou armoire eucharistique avec une façade « à angles abattus » de même que les panneaux latéraux. Chaque façade, encadrée par des ornements à motifs végétaux sculptés en bas-relief, est pourvue d'une niche. Chacune des niches abrite l'effigie d'un saint — l'un représentant saint Sulpice, le second figurant Saint Antoine de Padoue — également ouvragés en bas-relief. Des colonnes adossées, disposées à chaque angle du tabernacle, soutiennent la pièce d'entablement. Ces colonnes sont pourvues de chapiteaux de style classique. Le retable, en bois peint, se compose de 3 travées délimitées par des pilastres couronnés de chapiteaux de style dorique. L'entablement est terminé par un fronton dont la sommitale s'ouvre sur une lunette alignée dans l'axe de la travée médiane. La travée centrale, large et en saillie, affecte l'aspect d'un panneau en rectangle orné de moulure. Chaque travée latérale est pourvue d'une niche reposant sur une console, et coiffée d'un fronton en lunette dont la partie sommitale est décorée d'une coquille. L'ensemble, confectionné en 1711 et 1729, a été inscrit au titre d'objet historique en date du 9 avril 1998.
La troisième pièce est un ostensoir fabriqué en laiton par technique de repoussé, de ciselage et doré à la feuille. Le socle de l'ostensoir est à plan carré, orné d'un agneau « mystique » et de motifs géométriques et végétaux. Le socle prend appui sur quatre pieds en forme de pattes griffues. La tige se présente sous la forme d'un ange aux ailes étendues, à l'index dirigé vers le haut et dont les pieds reposent sur un globe. La partie supérieure est constituée d'une gloire encerclant un décor formé d'angelots et d'épis de blé, le tout ayant pour centre une verrerie. L'objet, confectionné dans le 3e quart du XIXe siècle, a fait l'objet d'une inscription par arrêté du 29 avril 1998.

### Grange dîmière

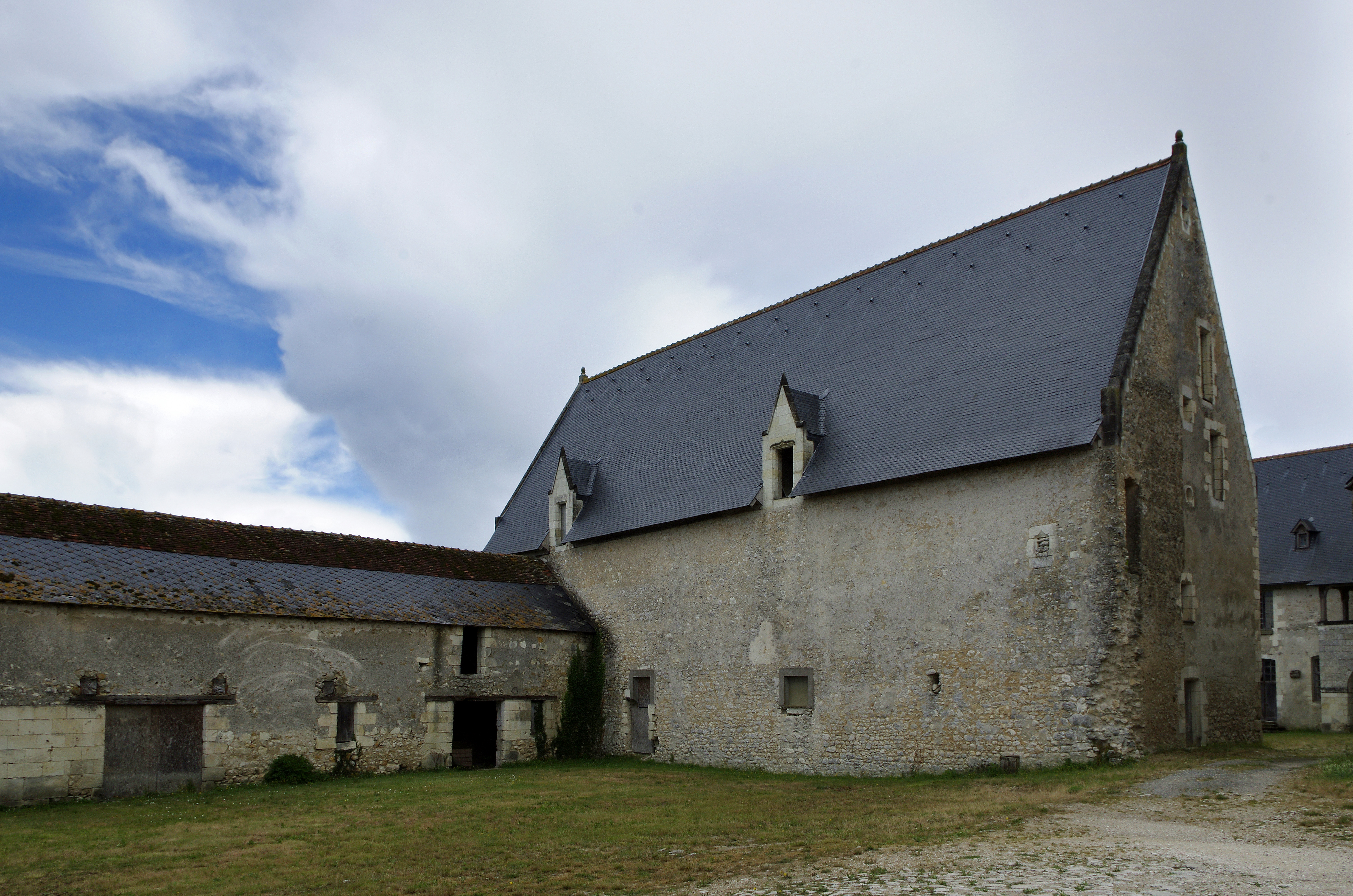
Façade ouest et mur-pignon sud de la grange.

Les structures constituant la grange dîmière présentent une cohérence architecturale. Peu remanié, le bâtiment relève d'un même type architectural, le style gothique,,. L'édifice a été construit en une seule fois et à un rythme soutenu par de nombreux maçons et charpentiers. Le plan au sol de la grange affecte la forme d'un quadrilatère irrégulier : seuls les coins nord-ouest et nord-est sont à angle droit.
La couverture est constituée de deux versants à pente raide. Elle est soutenue par une charpente en forme de carène. Cet assemblage de pièces de bois est constitué de 43 fermes et d'une panne faîtière mesurant plus de 10 m de long.
Le bâtiment comporte, en plus du rez-de-chaussée, trois étages surmontés d'un grenier,. Le grenier s'étend sur la totalité de la longueur de l'édifice et ne comporte pas de cloisons. Le troisième niveau est pourvu d'un parquet constitué de lattes bouvetées et maintenues par des chevilles en bois, affermies de clous forgés. Le troisième étage, contemporain de la charpente, s'inscrit entre les « chevrons-formant-fermes » (également appelés « fermes triangulées »),  et les jambes de force.
Dès les premiers temps de son utilisation, la « grange » est destinée à un usage domestique. Peu de baies ont été percées sur la façade est, orientée vers la cour. En outre, aucun vestige d'éléments de cheminée n'a été mis en évidence au sein de l'édifice,. Cependant, le troisième étage de l'édifice abritait probablement le dortoir monastique,,.
Le rez-de-chaussée et le premier étage sont percés de fenêtres à meneaux, tandis que quatre lucarnes — deux à l'ouest et deux à l'est —, coiffées de frontons en triangle et dépourvues de moulures, s'ouvrent sur le haut des façades,. Les deux lucarnes orientées vers l'est ne sont plus couronnées de leur gable. Cependant, leurs linteaux sont ornés d'une accolade.

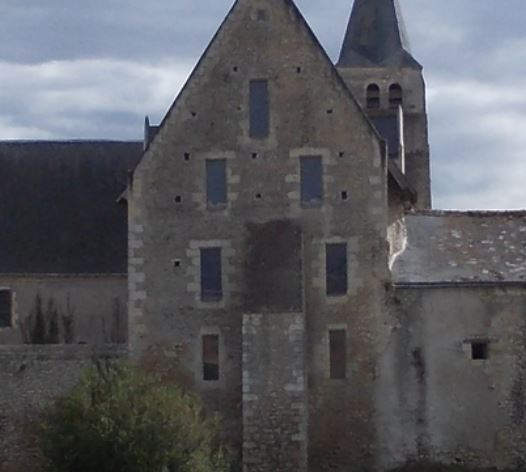
Mur-pignon nord de la grange dîmière épaulé d'un contrefort.

À sa mi-longueur, le mur-pignon nord est renforcé par un contrefort massif et à la partie supérieure inclinée,. Ce mur est éclairé de fenêtres hautes et aménagées à chaque étage.
Le mur-pignon sud était percé d'une entrée s'ouvrant sur un chemin de ronde, lequel était relié à l'étage du clocher de l'église,,. La section de mur couronnée par le chemin de ronde était elle-même pourvue d'une entrée encadrée par un porche,. Cette porte permettait le passage entre la cour et l'avant-cour,. Pour l'architecte en chef des monuments historiques Saint-Jouan, ce chemin de ronde était possiblement destiné à surveiller la circulation entre les deux cours intérieures,. Les traces de l'arrachement de la section maçonnée encadrant le porche, probablement un pilier, peuvent être encore mises en évidence des fondations jusqu'à mi-hauteur de l'angle sud-ouest du mur-pignon du midi,. Au niveau des soubassements, les vestiges de la section de mur, laquelle est antérieure à la construction de la grange, subsistent sous la forme d'un blocage en pierre enduit de mortier. L'entrée de la grange jouxtant l'ancien chemin de ronde menant au clocher n'a pas été obstruée.

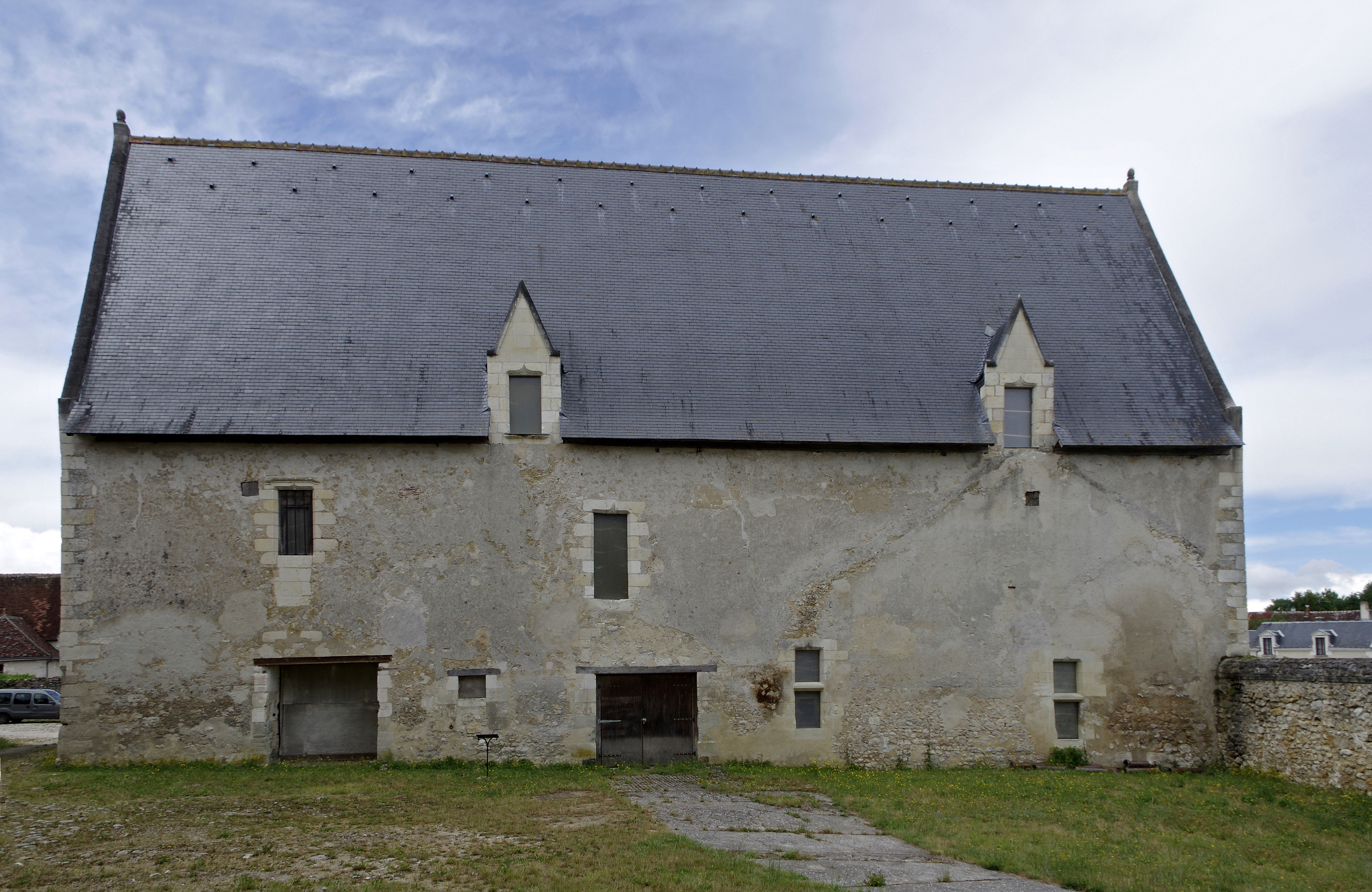
Façade est de la grange.

L'accès aux différents niveaux se fait par une cage hélicoïdale comportant un escalier à vis et incorporée dans l'angle sud-ouest du bâtiment,,,. L'escalier, d'origine, et dont les marches, épaisses, sont à présent disjointes, est entièrement conçu en bois de chêne,. Au troisième niveau, la cage d'escalier est constituée de panneaux ouvragés. Hormis la porte permettant le passage à la cage d'escalier, le rez-de-chaussée ne disposait d'aucun autre point d'accès.
Les maçonneries du rez-de-chaussée ont fait l'objet d'un remaniement dans la seconde moitié du XVIe siècle, lors de la transformation du prieuré en établissement agricole. Les deux principaux niveaux étaient destinés à l'entreposage des grains céréaliers,. Un graffiti, inscrit sous la forme d'une série de barres, témoigne de l'activité de comptabilité des sacs de grains entreposés dans le bâtiment. Les denrées ont été probablement emmagasinées au-delà des capacités de charge des deux étages, ce surplus ayant eu pour effet de déformer les poutres,. Un seul des poteaux érigés au XVe siècle a été conservé. Les autres ont été remplacés aux XVIIIe et XIXe siècles par des poutres de 7,25 m de portée agencées à la perpendiculaire des murs, permettant ainsi de mieux contenir leurs charges,,. Les traces de ce remaniement sont visibles au niveau de l'agencement des poutres maîtresses médianes. En effet, leurs longueurs ont été réduites et le diamètre de leurs chevilles a été amenuisé.
Le gros œuvre, qui inclut la charpente mais également le plancher, et l'œuvre léger, comprenant l'escalier, les panneaux de la cage d'escalier du troisième étage, les ouvrages de menuiserie et leurs ferrures ainsi que le parquet, sont pour totalité d'origine,.

### Mur d'enceinte

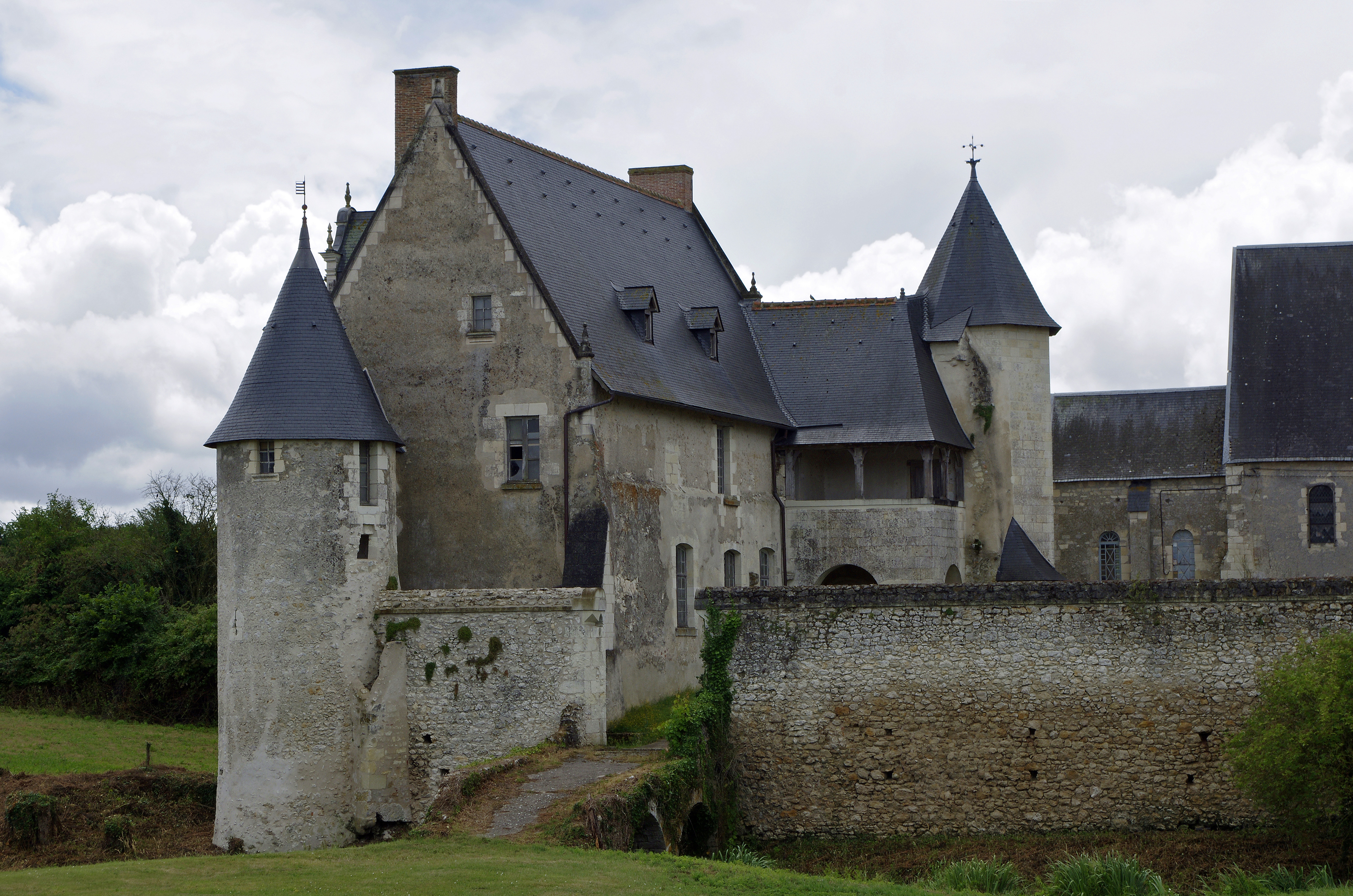
La tour d'angle nord-est, à gauche, le pont dormant, au centre, encadré de deux sections du mur d'enceinte.

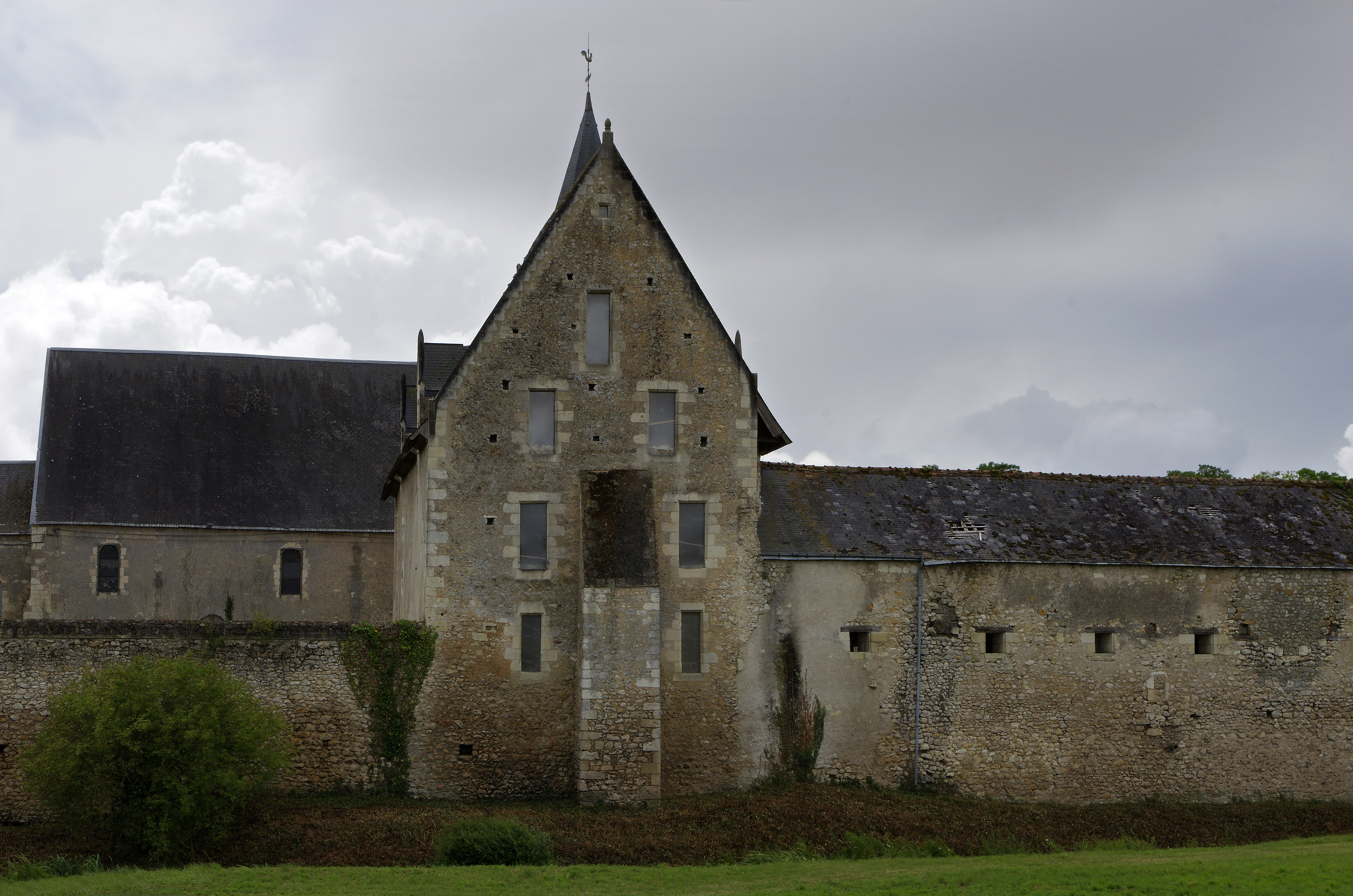
Mur d'enceinte nord doublé du fossé.

La muraille était pourvue de quatre tourelles d'angles et de quatre autres tourelles latérales réparties sur les côtés nord-ouest et sud-est. Sur ces huit tourelles, seules quatre sont encore intactes.
La tour d'angle située au coin nord-est comporte une charpente dont l'enrayure est datée du XVIIIe siècle. Cette tour angulaire défend de très près le mur-pignon nord du logis prieural. Dans la section de courtine reliant ces deux structures, au point de jonction venant dans le prolongement sud de la clôture de jardin, subsistent les vestiges d'anciennes latrines. Ces vestiges de latrines surplombent une poterne percée dans la partie inférieure de l'ouvrage défensif. Cette poterne, protégée par un assommoir ayant été cloisonné, est dotée d'un pont-levis,. Un médaillon, ouvragé au cours de la Renaissance, orne la maçonnerie située juste au-dessus de la poterne.
Le pont-levis est établi sur le côté nord-est. Les saignées accueillant les bras levants (les chaînes) du pont mobile défensif marquent encore les murs encadrant la poterne. Un jambage du pont mobile défensif subsiste en façade d'une habitation et dont les murs de soubassement comportent encore la rainure accueillant l'axe du tablier. La culée contenant les charges du pont subsiste également. Le pont est défendu par deux tours latérales et percées de meurtrières, dont l'une a été affectée à une maison et la deuxième à une servitude.
La courtine reliant la deuxième tour qui encadre le pont-levis et la tour d'angle sud-est, qui a été détruite, est flanquée d'une autre tour, percée d'une meurtrière identique aux autres.

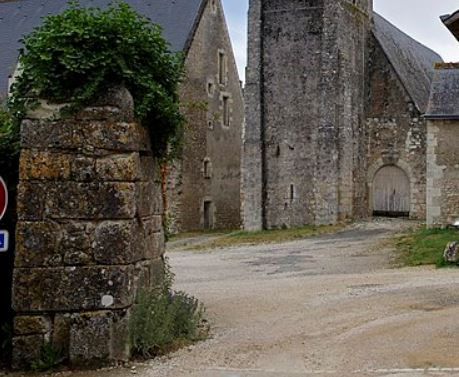
Pilier gauche du portail d'enceinte.

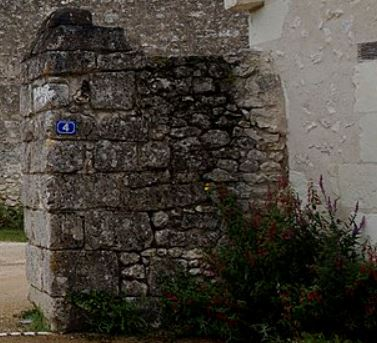
Pilier droit du portail d'enceinte.

L'entrée dans l'enceinte s'effectue par un portail percé à quelques mètres de son angle sud-ouest,,. Le portail est défendu par deux tourelles partiellement démantelées,.
Le cimetière, qui se développe au sud de l'église, est fermé par une portion de muraille. Cette section méridionale, défendue par une tour d'angle et une tour latérale, se prolonge plus à l'ouest en constituant le mur sud de la grange d'époque classique,.
Le mur du côté nord-ouest et l'une des tourelles latérales dont il est flanqué (située à la moitié de sa longueur), demeurent relativement intacts. La tourelle d'angle nord-ouest, dont les fondations demeurent les seuls vestiges visibles, est partiellement comprise au sein d'une habitation d'époque moderne et forme une saillie à proximité du pont. Le pont dormant, permettant le franchissement à pied sec du bras de l'Échandon, se place quant à lui à l'est du mur septentrional. Cet ouvrage militaire était recouvert de pavés dont quelques-uns subsistent encore.

### Colombier

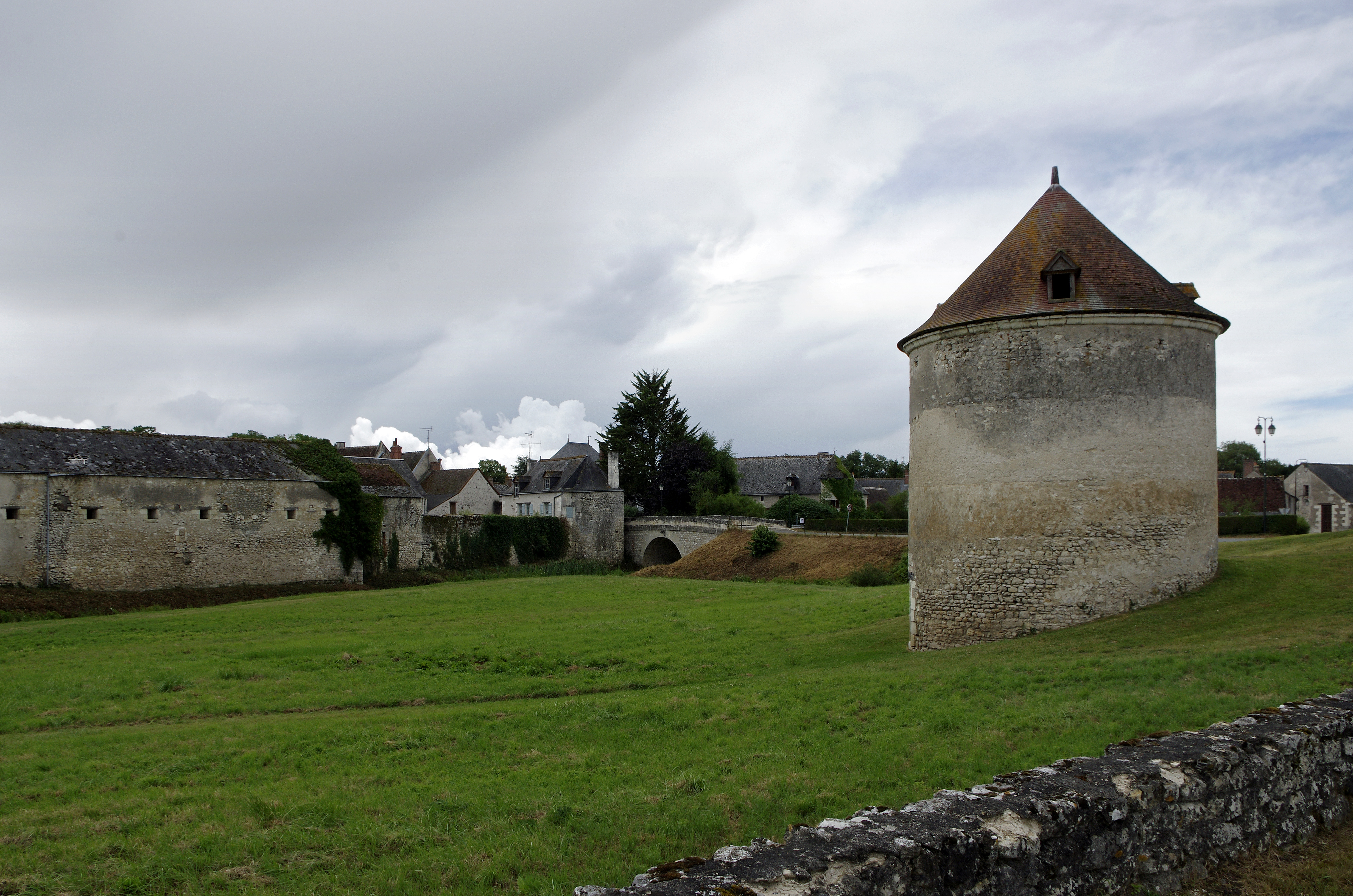
Le colombier cerné de la clôture de jardin.

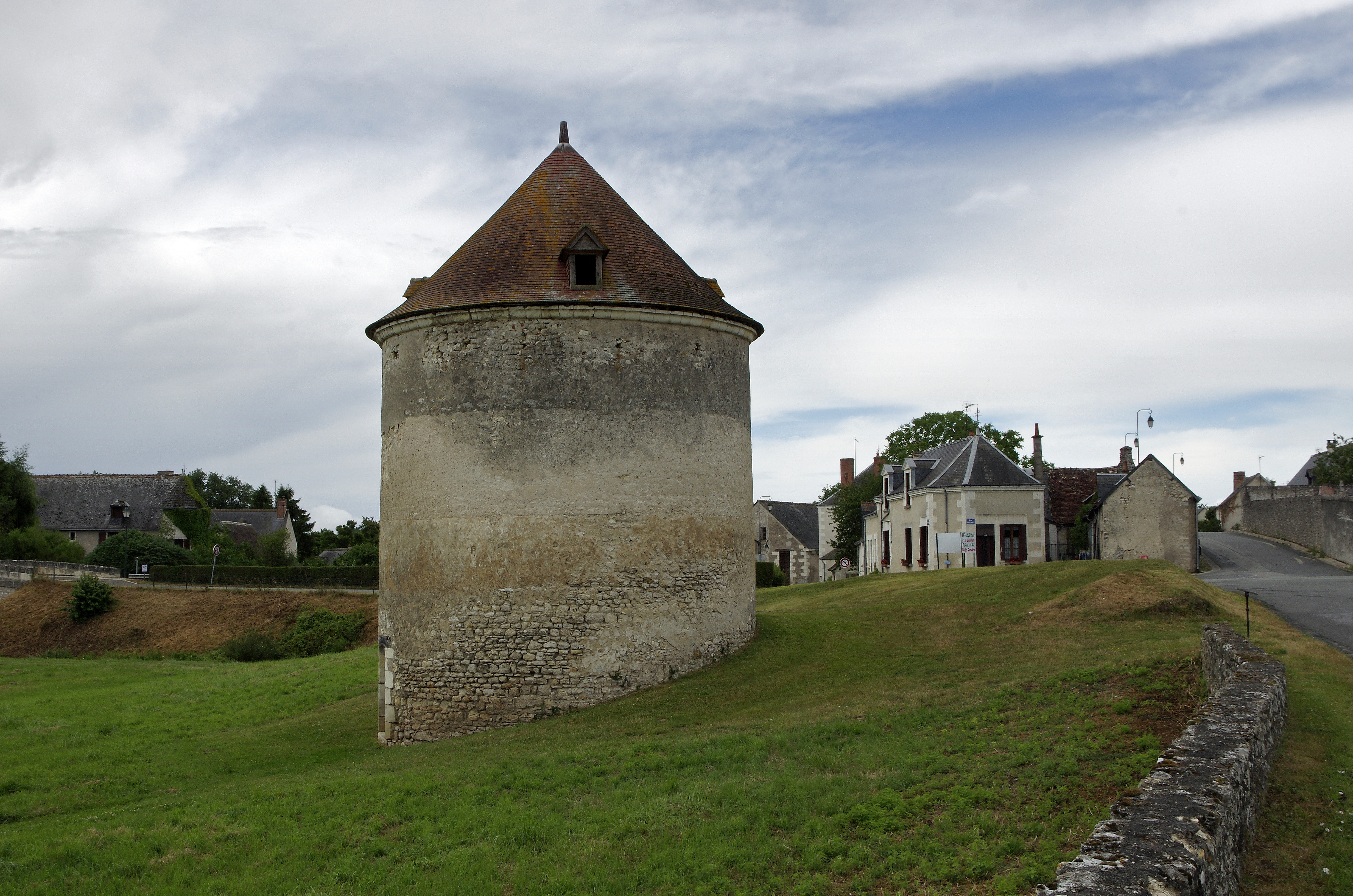
Vue d'ensemble de la fuye.

Le colombier, de plan circulaire, présente un diamètre extérieur d'environ huit mètres. Les murs mesurent un mètre d'épaisseur. Ils sont constitués de moellons parementés d'enduit. L'intérieur du bâtiment, conservé dans son état d'origine, est aménagé avec un arbre à axe rotatif et dispose d'une échelle qui permet de monter jusqu'à hauteur des boulins,.
Les boulins sont fabriqués en pierre de taille. Ils sont répartis en 5 travées de tailles différentes les unes par rapport aux autres et étagées de haut en bas. Ces niches sont au nombre d'environ 1 400. Sous les deux rangées les plus hautes se trouvent quatre rangées — dont une incomplète — construites en terre cuite et dont les niches affectent une forme circulaire.
La toiture à charpente surmonte une corniche de faible épaisseur. Cette couverture est éclairée par trois lucarnes.

### Autres bâtiments et structures

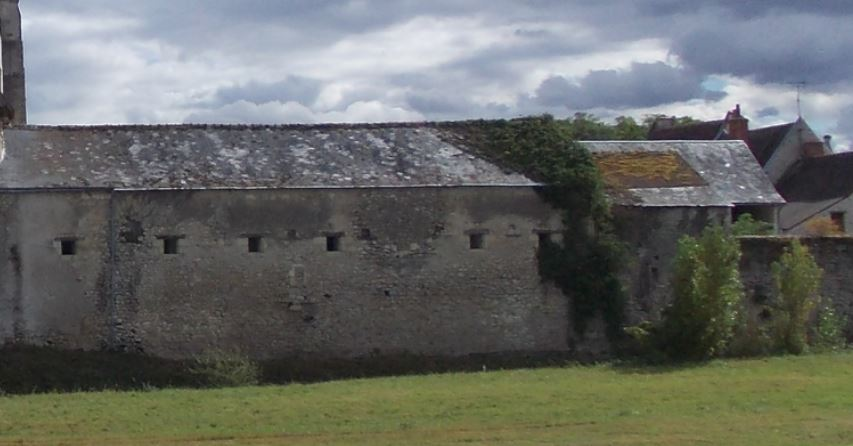
Bâtiments destinés à l'élevage situés à droite de la grange du XVe siècle.

La grange de style classique, adossée au mur d'enceinte sud, a été construite au XVIIe – XVIIIe siècle. Elle présente un plan rectangulaire, avec un avant-corps disposé au centre de sa façade nord,. Les pièces formant sa charpenterie proviennent d'arbres coupés en 1752. Son portail d'entrée, encadré d'un linteau fait en bois, s'ouvre par des vantaux également en bois. Ces pièces de bois, à l'instar de quatre entraits composant la charpente, sont des éléments datés du XVe siècle et ayant été récemment réemployés.
À côté de l'entrée de la tour polygonale du logis, subsiste le vestige d'un ancien puits, une margelle. De forme circulaire, la margelle, dont le diamètre est supérieur à 1 m, est pourvue d'une saillie affectant la tête d'un animal et qui permet à l'eau de s'écouler.
Les bâtiments destinés à l'élevage sont attenants à l'extrémité gauche de la façade ouest de la grange du XVe siècle. Ils ont été édifiés au cours des XIXe et XXe siècles et viennent flanquer le mur nord de l'enceinte,.